# Garde républicaine (France)
Pour les articles homonymes, voir Garde républicaine.
La Garde républicaine (GR) est une branche de la Gendarmerie nationale qui assure des missions d'honneur et de sécurité au profit des plus hautes autorités de l'État en France, ainsi que des missions de sécurité au profit du public. Elle concourt également au rayonnement culturel de la France avec ses formations musicales et ses formations spéciales. Enfin, elle exécute des missions d'assistance, de formation et de coopération, tant en France qu'à l'étranger. 
Subordonnée à la région de gendarmerie d'Île-de-France (RGIF), son effectif comprend environ 3 300 hommes et femmes en 2019 — militaires et civils,. Elle est composée d'un régiment de cavalerie, de deux régiments d'infanterie, d'un escadron motocycliste et de formations musicales qui comprennent notamment l'orchestre de la Garde républicaine et le chœur de l'Armée française.
Intrinsèquement liée à Paris, elle n'abandonne qu'en 1978 le nom de « Garde républicaine de Paris », acquis en 1870. Il reste que les armoiries et les couleurs de la Ville de Paris sont omniprésentes sur les uniformes : boutons, insigne de poche, plaques de shako et de ceinturon, bandeau de casque, ainsi que sur les fanions, drapeaux, les tabliers et les flammes des trompettes. Les gardes et les officiers portent sur leur tenue de service courant un écusson aux armes de la ville.
Le siège de l'état-major de la Garde républicaine se trouve au quartier des Célestins dans le 4e arrondissement de Paris.

## Histoire

### Un héritage ancien
La Garde républicaine est l'héritière de tous les corps qui ont assuré, depuis les premiers rois francs, les honneurs et la protection des hautes autorités de l'État et de la Ville de Paris.
En 1254, Paris est dotée du guet royal créé par Saint Louis. Celui-ci devient la « garde de Paris » en 1750. Dès le 13 juillet 1789, celle-ci se place sous les ordres de l’Assemblée nationale mais elle est dissoute en 1791, et Paris n’a plus de garde spécifique : la police y est désormais assurée par 8 divisions de gendarmerie — la Gendarmerie nationale parisienne — jusqu’en 1793, puis par une légion de police jusqu’en 1796. Ensuite, les patrouilles et la garde des bâtiments publics sont assurées uniquement par la Garde nationale.

### Garde municipale, gendarmerie impériale, Garde royale, Garde de Paris (1802- 1870)
La Garde républicaine actuelle se rattache plus directement à la Garde municipale de Paris, créée le 12 vendémiaire an XI (4 octobre 1802) par Napoléon Bonaparte. Celle-ci s'est distinguée dans de grandes batailles, dont Dantzig et Friedland en 1807, Alcolea en 1808 et Burgos en 1812.
En 1813, elle est dissoute à la suite de la tentative de coup d'État du général Malet et remplacée par la Gendarmerie impériale de Paris puis, sous la Restauration, par la Garde royale de Paris puis la Gendarmerie royale de Paris. En 1830, elle est recréée, puis de nouveau supprimée après la révolution de 1848 au profit de l'éphémère Garde civique.

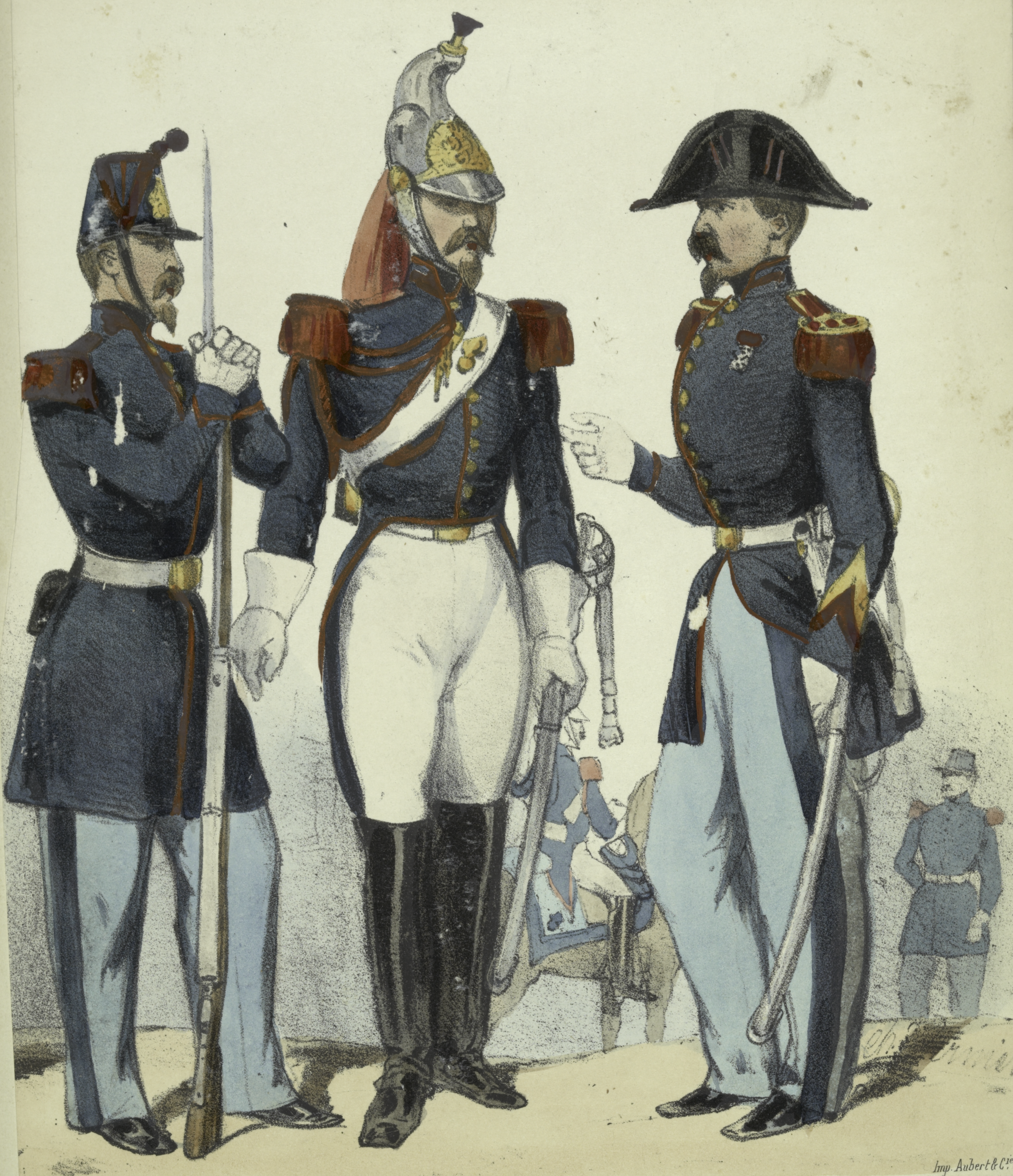
Garde à pied, garde à cheval et sous-officier de la garde républicaine de Paris fin 1848.

En juin 1848 est créée la Garde républicaine de Paris, qui comprend un régiment d'infanterie et un régiment de cavalerie. Cette Garde, par décret de Louis-Napoléon Bonaparte, est intégrée dans la Gendarmerie le 1er février 1849. Sous le second Empire, elle devient la garde de Paris chargée du maintien de l'ordre et de manifestations de prestige. Elle reçoit ses insignes le 14 juillet 1880.

### La Garde républicaine dans la Première Guerre mondiale
Elle ne prend pas part à la Première Guerre mondiale en tant qu'unité combattante, contrairement aux autres régiments montés de cuirassiers et de dragons car elle ne devait pas être mobilisée en temps de guerre, sa mission étant le maintien de l'ordre dans la capitale, l'encadrement de la mobilisation et la défense éventuelle de Paris. Toutefois, de très nombreux volontaires partirent pour le front où ils furent versés dans l'infanterie : la totalité de ses officiers et le tiers de ses effectifs en sous-officiers soit plus d'un millier de militaires. C'est en reconnaissance de ce fait qu'elle voit ses drapeaux et son étendard décorés de la croix de chevalier de la Légion d'honneur depuis 1928.
C'est justement son maintien dans la capitale pendant la Première Guerre mondiale qui devait la sauver en tant que dernier régiment monté. En effet, les régiments de cuirassiers de Paris à qui était échu jusqu'alors le service des escortes officielles sont partis au front avec leurs chevaux, leurs casques, leurs cuirasses et leurs sabres. Ils en reviendront quatre années plus tard, entièrement mécanisés. La Garde qui avait ainsi échappé au départ sur le front et à la mécanisation se retrouva de ce fait seule à assurer le service des honneurs et des escortes dans la capitale où elle se maintint dans ses coutumes et uniformes restés d'avant-guerre, et encore de nos jours, sachant que l'anachronisme des tenues et des montures ne commence qu'à partir de ce moment.

### La Garde républicaine dans la Seconde Guerre mondiale
Pendant la Seconde Guerre mondiale, démilitarisée, elle est rattachée à la préfecture de police et prend le nom de Garde de Paris. Une partie de ses effectifs se rallie clandestinement au général de Gaulle[réf. nécessaire]. La Garde participe aux combats aux côtés des FFI lors de la libération de Paris.

### La Garde républicaine dans la guerre d'Indochine
De 1947 à 1954, la Garde républicaine prend part à la guerre d'Indochine en envoyant trois Légions de Marche qui sont principalement assignées à la formation des troupes autochtones alliées et à la défense de certains lieux. Les trois légions, comprenant un effectif constant de près de 3 000 hommes, déploreront de lourdes pertes (plus de 600 morts et 1 500 blessés durant le conflit), ce qui lui vaut la croix de guerre des TOE. En 1954, la Garde républicaine se scinde en deux branches distinctes, la Gendarmerie mobile et la Garde républicaine de Paris.

### La Garde républicaine de Paris devient la garde républicaine
En 1978, la Garde républicaine de Paris reprend l'ancienne dénomination de « Garde républicaine ». L'année 1978 voit également la scission du régiment d'infanterie pour former deux unités nouvelles appelées respectivement 1er et 2e régiment d'infanterie de la Garde républicaine. Le président Valéry Giscard d'Estaing remet ses nouveaux insignes à la garde le 11 novembre 1979 en remettant son drapeau au lieutenant-colonel Gerardin, 1er chef de corps du régiment.

Armoiries de la Garde républicaine (1981).

En 1981, Pierre Rosière et Jacques P. Vougny conçoivent les armoiries de la Garde, qui figurent notamment sur les tambours.
En février 2013, la Cour des comptes demande un rapport sur la réduction éventuelle des moyens accordés à la Garde républicaine car les « missions de la Garde répondent davantage à des objectifs de prestige qu'à des besoins de sécurité » tout en constatant que les services d'honneur ne représentent que 7,5 % des activités de la Garde,.
Le 4 janvier 2018, le cheval hongre de la Garde républicaine Vésuve de Brekka est offert par Emmanuel Macron à son homologue chinois Xi Jinping, geste que l'Élysée qualifie de « diplomatie du cheval inédite ».
Il en est de même pour la reine d'Angleterre à l'occasion du Jubilé de platine d'Élisabeth II célébré du 2 au 5 juin 2022, où le cheval Fabuleu de Maucour jusque-là cheval porte étendard du régiment de cavalerie de la Garde est là aussi offert par Emmanuel Macron à la reine. D’autres présents, dont une selle d'arme ainsi qu'un sabre des modèles réservés aux officiers supérieurs de la Garde, l’accompagnent. Emmanuel Macron présidant dans le même temps le 2 juin, premier jour des festivités, la cérémonie de ravivage de la flamme sous l’Arc de Triomphe aux côtés de Menna Rawlings, ambassadrice du Royaume-Uni à Paris.

## Missions

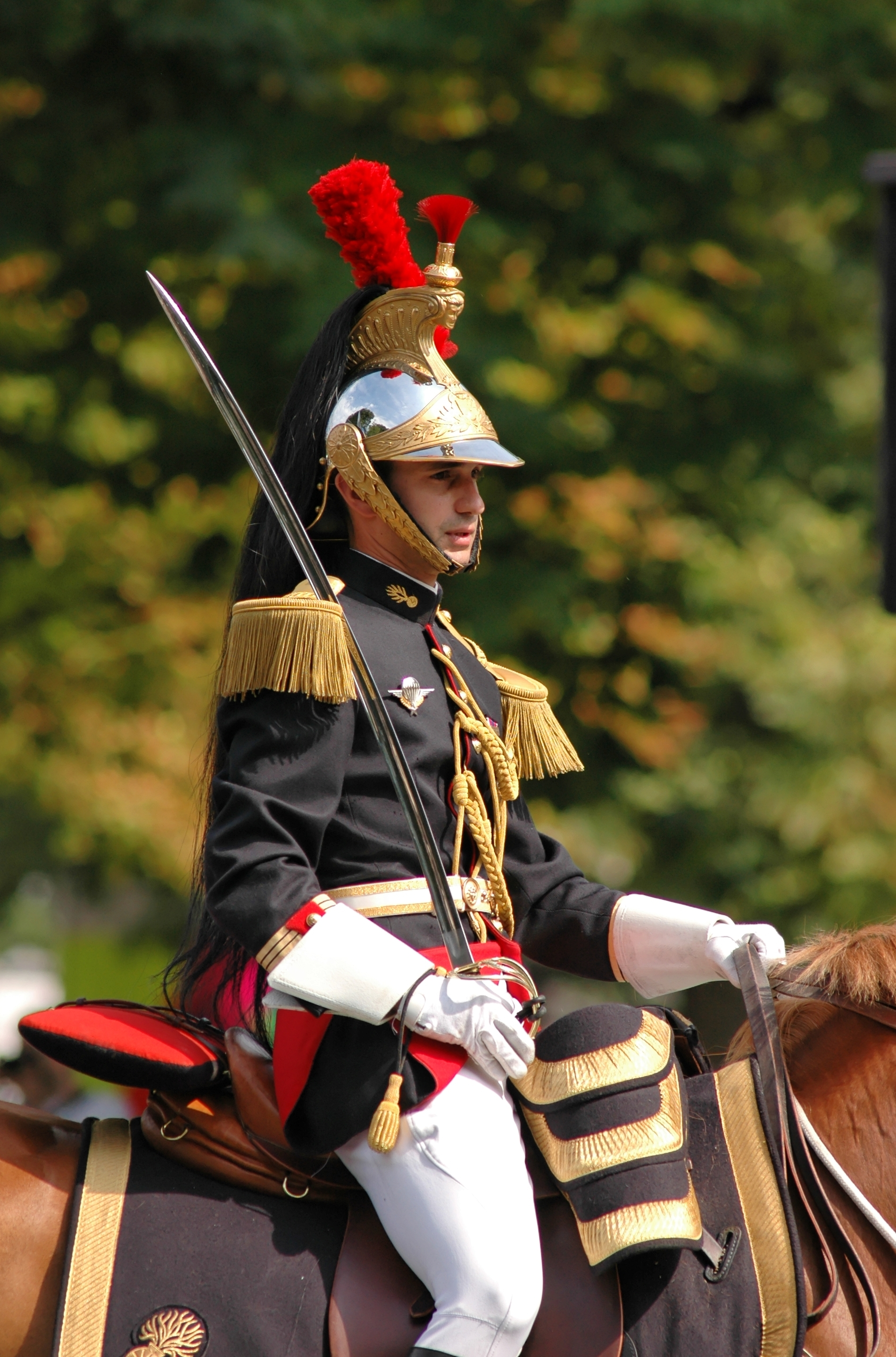
Officier de cavalerie

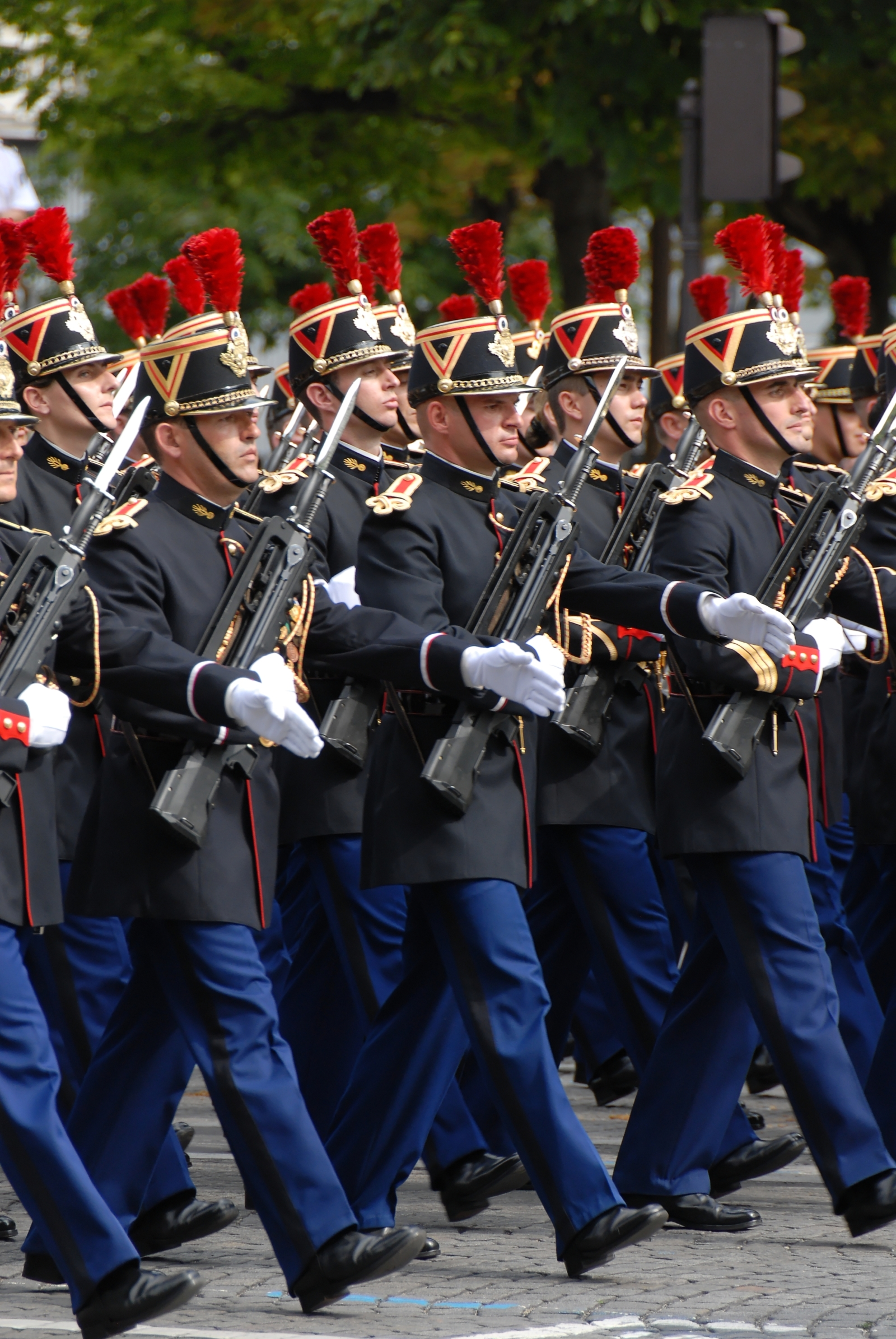
Infanterie

Les missions de la Garde républicaine entrent dans trois catégories :
- les missions d’honneur : assurer le protocole militaire de l’État, comme lors des déplacements du Président de la République
- les missions de sécurité :
  - assurer la sécurité des palais nationaux ;
  - contribuer à la sécurité publique générale ;
- les missions culturelles, de formation et de coopération : contribuer au rayonnement de la France.

Les missions d’honneur ou de prestige sont celles qui attirent le plus l’attention du public mais, en fait, 80 % des missions de la Garde républicaine sont des missions de sécurité.

### Les missions d'honneur
Les honneurs sont rendus par le régiment de cavalerie et les deux régiments d'infanterie. Les escortes sont assurées par le régiment de cavalerie et par l'escadron motocycliste.
Des détachements du régiment de cavalerie renforcent les deux régiments d'infanterie dans leurs missions d'honneur et de sécurité dans les palais de l'État. Les hôtes prestigieux sont accueillis sur le perron de l'Élysée ou de Matignon — ou dans d'autres lieux — par des cavaliers à pied, la mission des régiments d'infanterie étant de rendre les honneurs et de veiller à la sécurité de ces palais ainsi qu'à celle des autorités. Certains services d'honneurs — haies d'honneur — sont rendus lors de visites officielles dans les musées ou l'Opéra ou lors de la descente des académiciens sous la coupole de l'Académie française.
Lors de visites officielles ou de travail, le protocole exige de la Garde républicaine que les honneurs soient rendus par dix cavaliers à pied sur le perron de l'Élysée et trois sections à 18 sous-officiers tandis qu'un orchestre de 18 musiciens de cuivres et tambours joue dans la cour d'honneur ; lors de visites d'État, le protocole est renforcé par la présence du commandant militaire du palais ou de son adjoint et de deux cavaliers à cheval devant l'entrée principale.
L'escadron motocycliste participe également à certaines missions d'honneur et notamment à l'escorte des corps des militaires tombés pour la France lors de leur transfert à l'hôtel des Invalides.

### Les missions de sécurité

#### Missions de sécurité du régiment de cavalerie

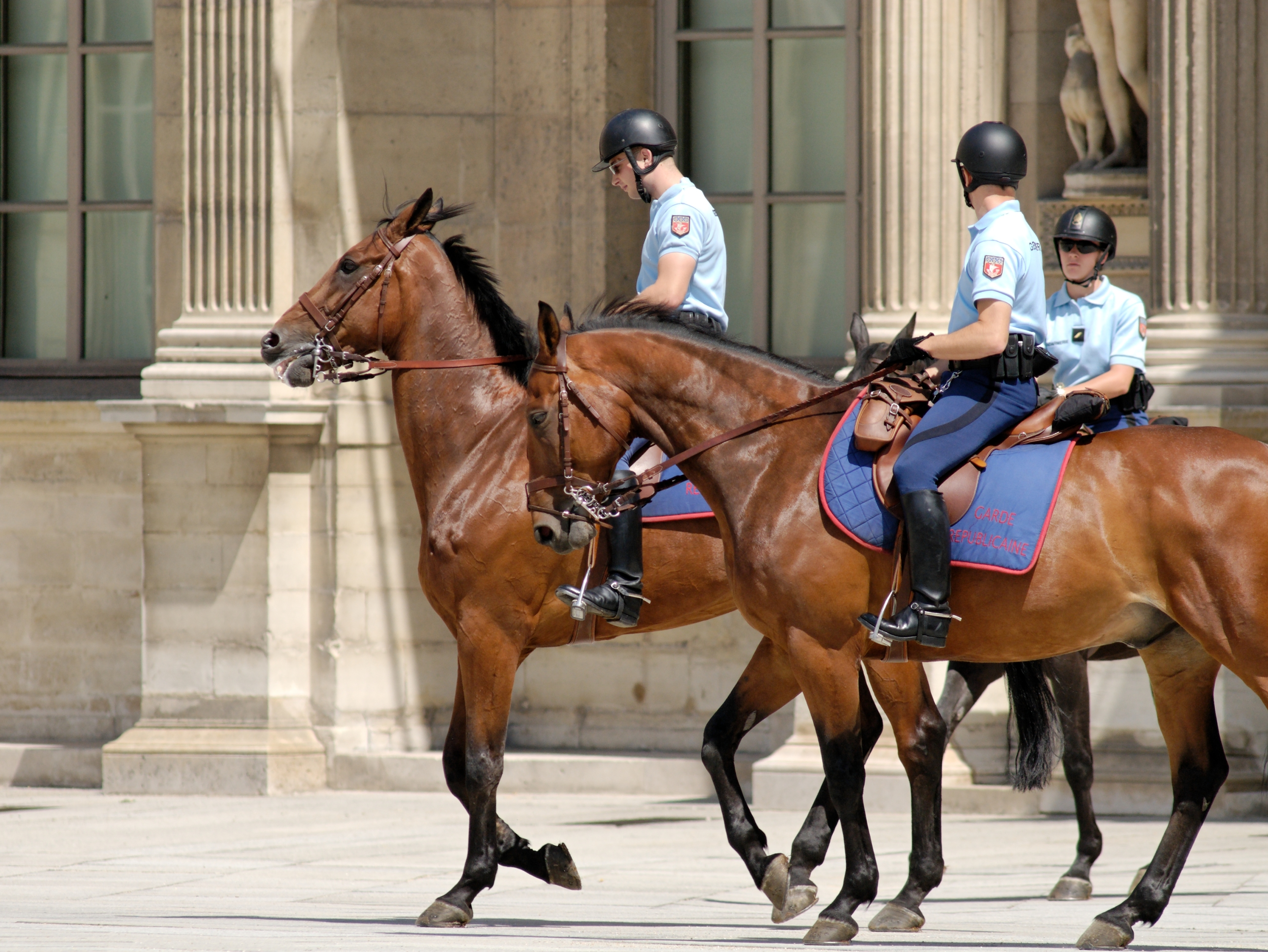
Patrouille de Gardes républicains à cheval dans Paris

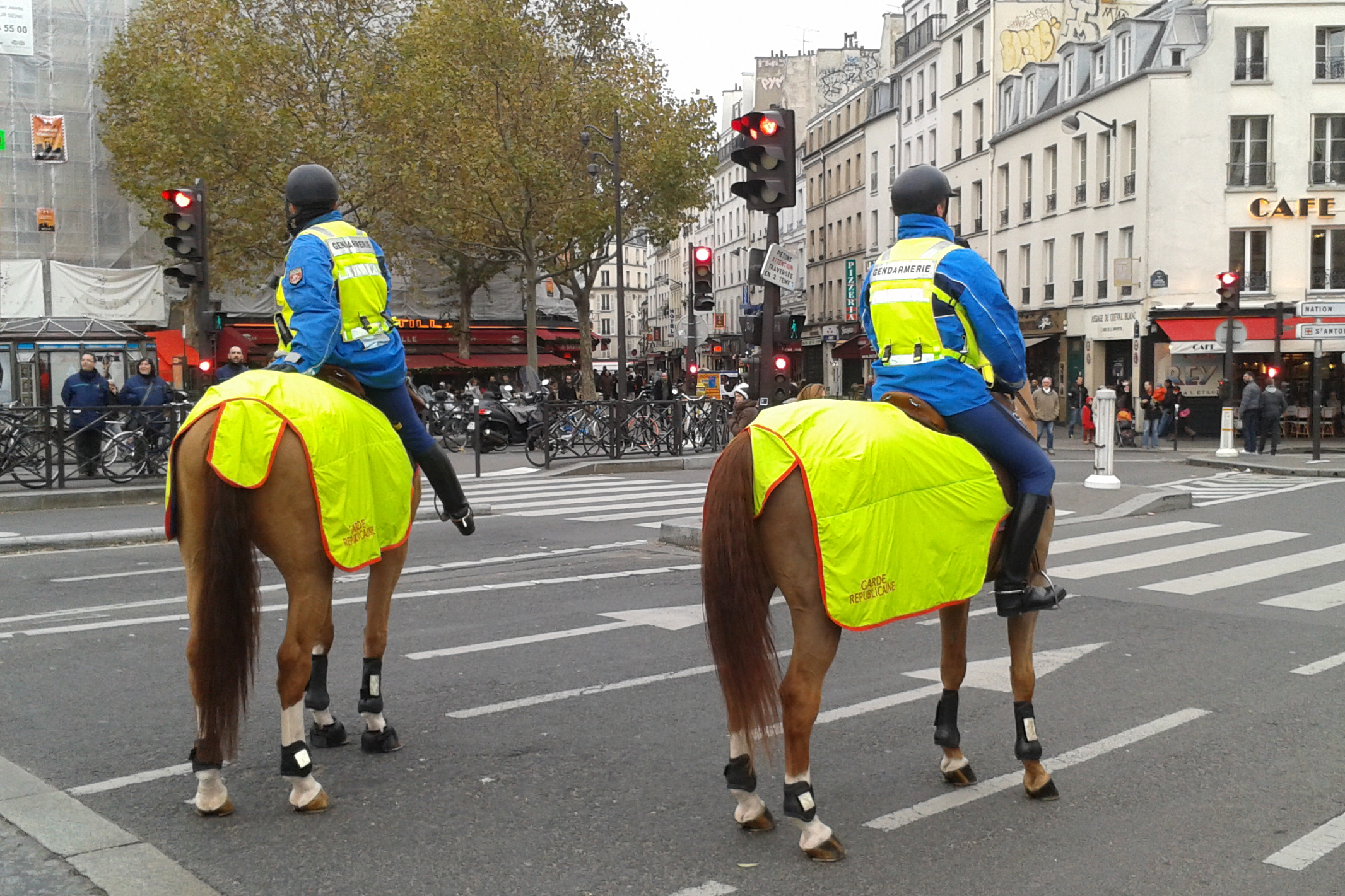
Escorte d'une manifestation de cavaliers dans Paris

En plus des escortes, le régiment de cavalerie assure les missions suivantes :
- patrouilles à cheval dans Paris et les massifs forestiers du bassin parisien mais également autour du château de Chambord et en Nouvelle-Calédonie ; le régiment s’appuie sur une dizaine de postes permanents dans les bois de Boulogne, de Vincennes et les forêts de Chambord, Saint-Nom-la-Bretèche, L'Isle-Adam, Fontainebleau, Rambouillet, Saint-Chéron et Chantilly ; des patrouilles quotidiennes sont également assurées dans les rues de Paris ; enfin, à la demande de certaines municipalités, certains gardes assurent des patrouilles à cheval de juin à septembre ;
- surveillance des sites et aires de stationnement pendant les grands sommets, G8, G20 , etc. ;
- mise en œuvre de 18 postes à cheval saisonniers pendant la période estivale, souvent répartis sur le littoral ;
- services d’ordre lors de certaines manifestations sportives, au Parc des Princes ou au Stade de France ;
- sécurité des parcs ostréicoles en Normandie ;
- surveillance des vendanges en Champagne, et lutte contre le travail clandestin.

Le régiment de cavalerie effectue plus de 12 000 patrouilles par an et remplit près de 80 missions nécessitant la projection d’au moins une escouade, soit l'équivalent de six cavaliers et leurs montures.
De plus, chacun des trois escadrons du régiment de cavalerie maintient en alerte à tour de rôle un peloton d’intervention à cheval (PIC) de 24 cavaliers susceptibles d’être déployés sur l’ensemble du territoire lorsque le cheval apporte une plus-value, par exemple pour la recherche de personnes en milieu forestier, la surveillance de zones difficiles d’accès, la sécurité de grands rassemblements ou de secteurs touristiques.

#### Missions de l’escadron motocycliste

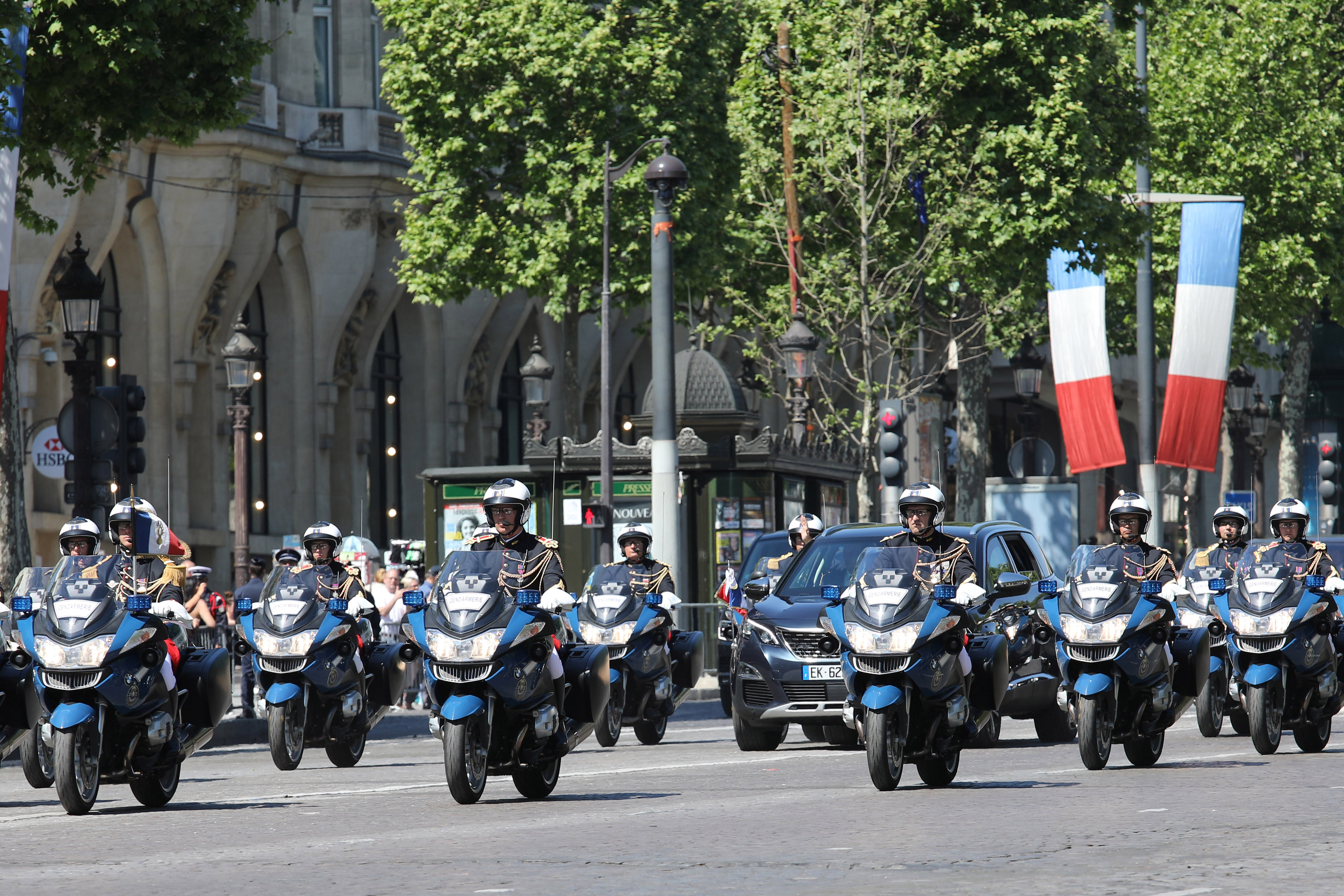
Escorte présidentielle

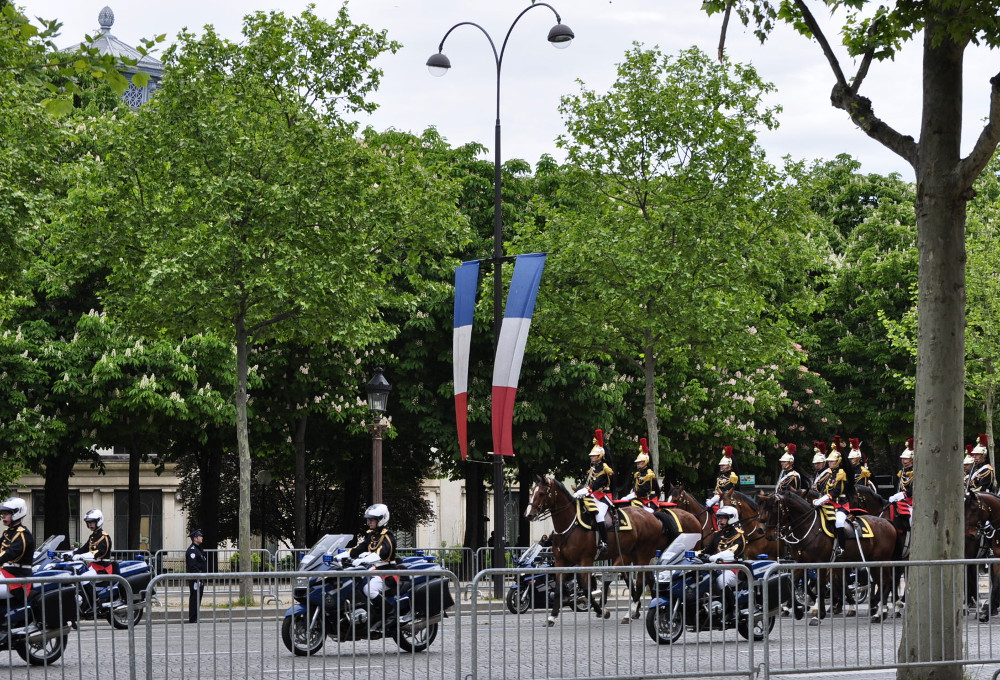
Grande escorte mixte de la Garde

- Escorte du Président de la République française et des chefs d’États étrangers en visite officielle, en particulier lors des visites d'État
- Escorte des hautes autorités, ainsi que des délégations militaires étrangères en visite officielle
- Escorte lors de cérémonies, hommages nationaux etc.
- Escorte de convois sensibles, transferts de détenus etc[18].
- Renfort des escadrons départementaux de sécurité routière (EDSR) de la gendarmerie départementale
- Sécurité des grandes courses cyclistes : Tour de France, Paris-Roubaix, Paris-Nice, Paris-Camembert , etc.
- Sécurité du Tour auto
- Sécurité de la Course du cœur

Missions de l'escadron motocycliste
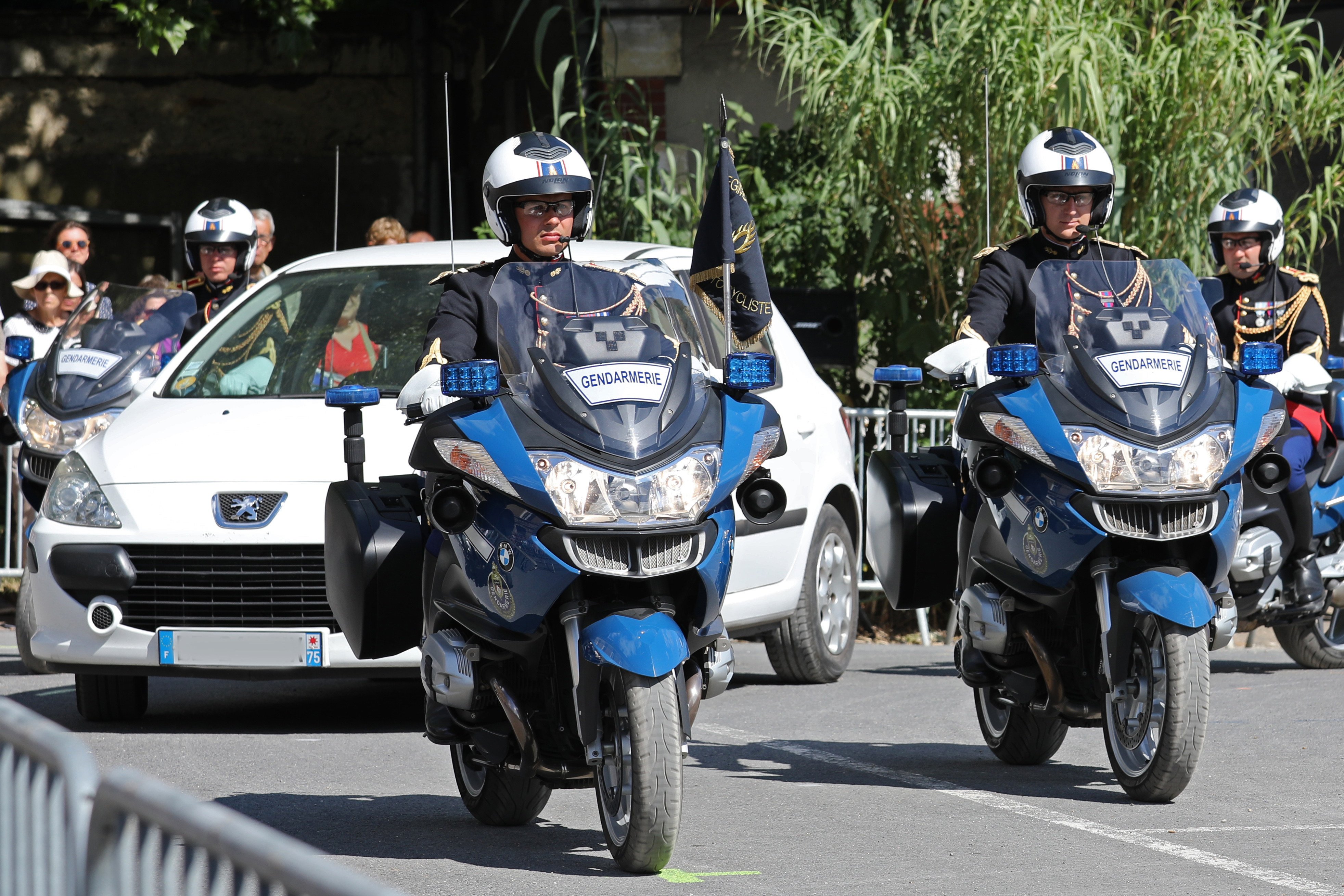
Escorte d'autorités
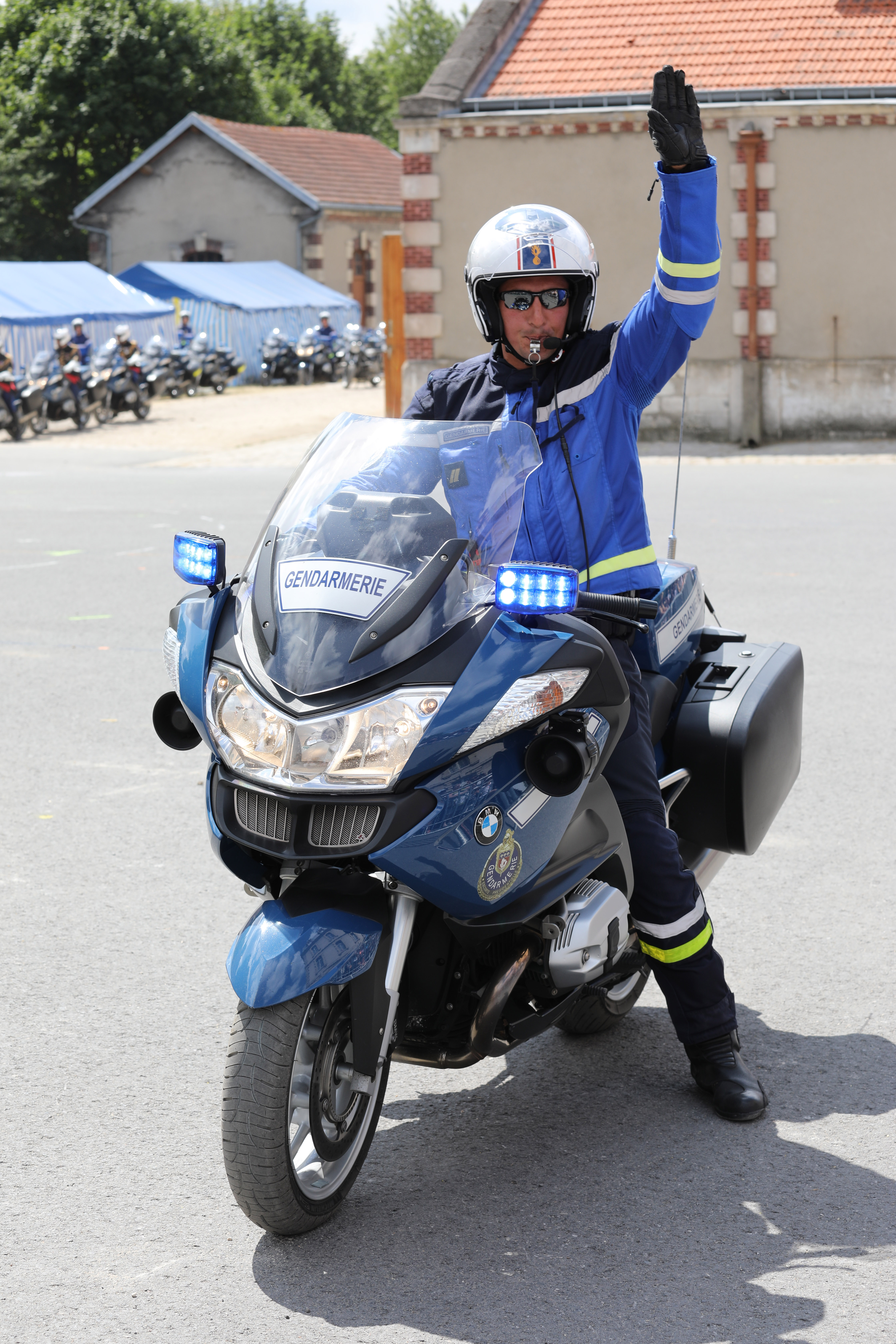
Escorte de convoi sensible
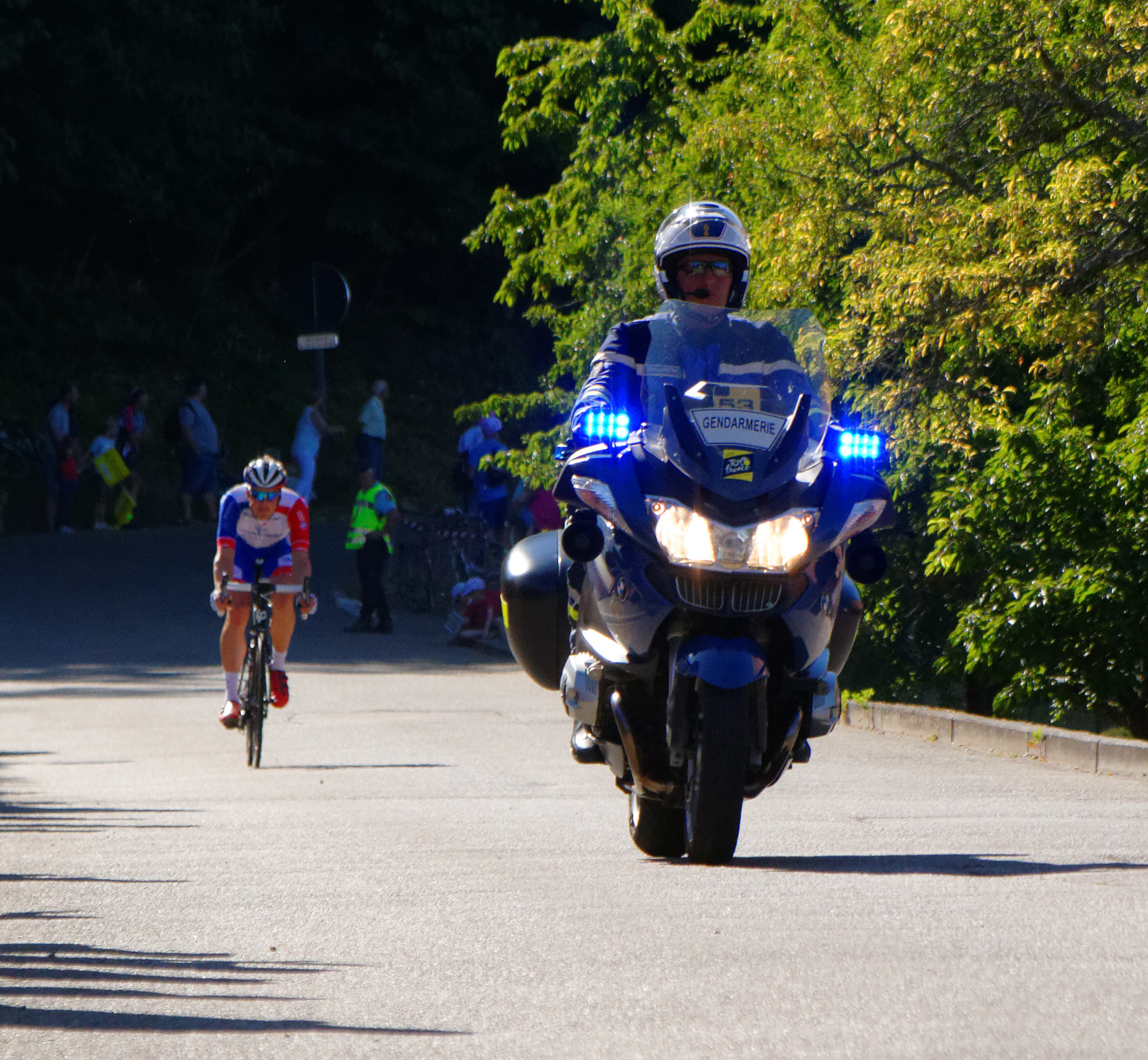
Sécurité de courses cyclistes. Ici, lors du Tour de France 2019

#### Missions de sécurité des régiments d'infanterie

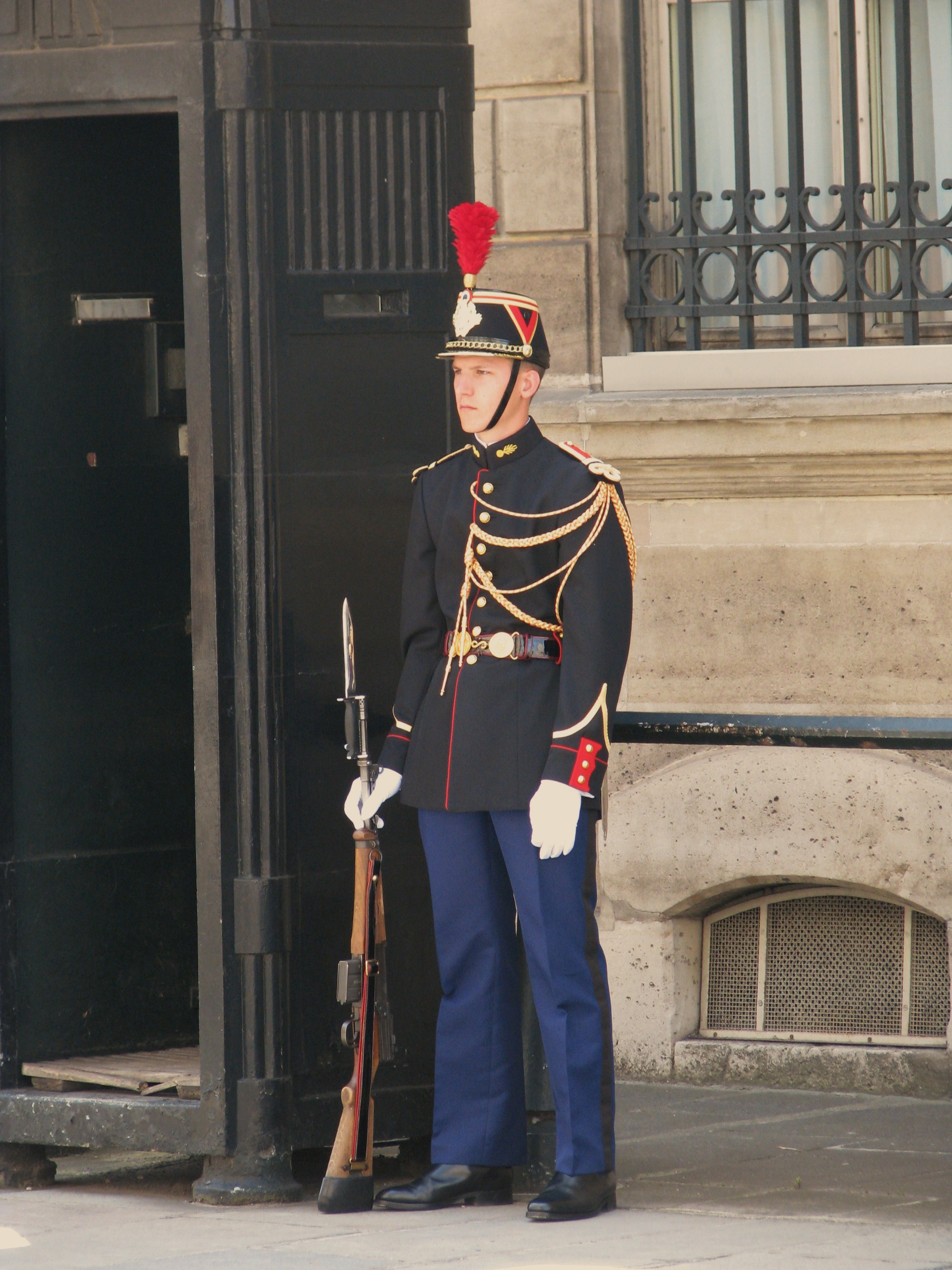
Garde républicain en faction, en 2009, devant le palais de l'Élysée, en tunique noire, aiguillettes et shako à plumet rouge, armé d'un MAS 49/56.

- Sécurité des palais nationaux : la mission principale est la sécurité des instances gouvernementales (président, Premier ministre, ministères) et parlementaires (Assemblée nationale et Sénat). Dans l'enceinte de la résidence présidentielle, les gardes républicains passent sous le commandement direct du Bureau militaire de l'Élysée. La relève de la garde des sentinelles dans les guérites autour du palais de l'Élysée, où les gardes républicains sont en principe les seuls autorisés à porter une arme (un fusil MAS 49/56 baïonnette au canon)[19], a lieu toutes les heures[17]. Des équipes de tireurs d'élite (TEG ou tireurs d'élite Gendarmerie) participent également à la protection des hautes personnalités à l'intérieur comme à l'extérieur de ces sites.
- Renforts de sécurité dans les ambassades : dans certaines circonstances, des détachements de gardes sont envoyés en renfort dans les ambassades (exemple Libye en 2012). Ces renforts complètent l’affectation normale de gardes et de gendarmes pour assurer la sécurité de ces sites.
- Sécurité publique générale : la Garde républicaine est susceptible de renforcer la gendarmerie mobile en cas de troubles graves et ses unités s’entraînent régulièrement dans ce but au Centre national d'entraînement des forces de gendarmerie (CNEFG) à Saint-Astier. De plus, les sept pelotons d’interventions de la Garde républicaine (ou PIGR) sont disponibles 24h/24 et 7 jours sur 7 tout au long de l’année. Les palais nationaux constituent la priorité des PIGR mais ceux-ci sont régulièrement amenés à intervenir en renfort de la gendarmerie départementale (notamment pour effectuer des interpellations domiciliaires) ou, plus ponctuellement, au maintien de l'ordre. Ils sont également engagés outre-mer (opération Harpie en Guyane) et ils sont intervenus lors du tremblement de terre à Haïti en 2010. Enfin, ils participent aux mesures de sécurité contre le terrorisme dans le cadre du schéma national d'intervention des forces de sécurité présenté le 18 avril 2016 par le ministère de l'Intérieur à la suite notamment des attentats de novembre 2015[18].

Missions de sécurité des régiments d'infanterie
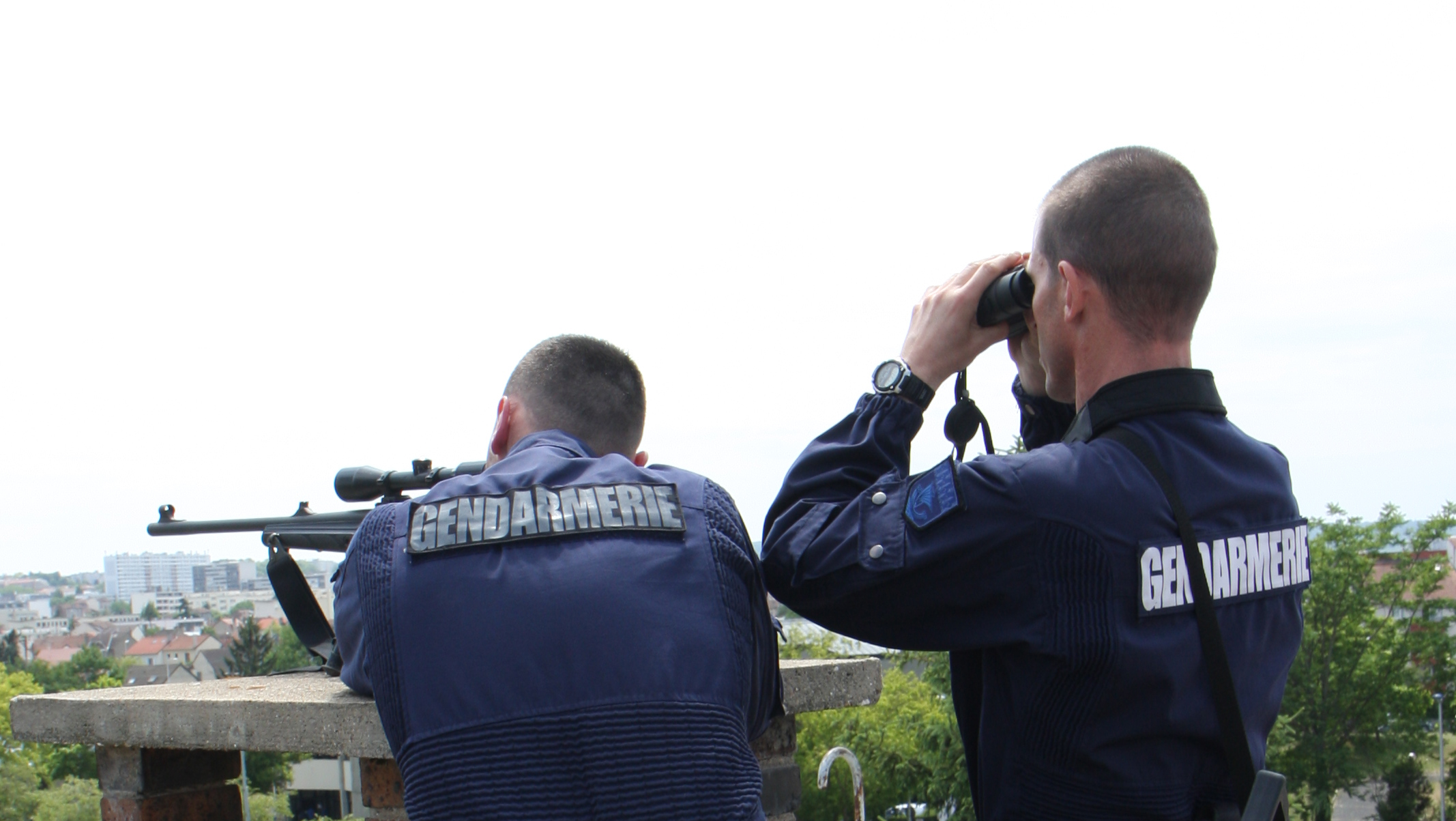
Tireurs d'élite
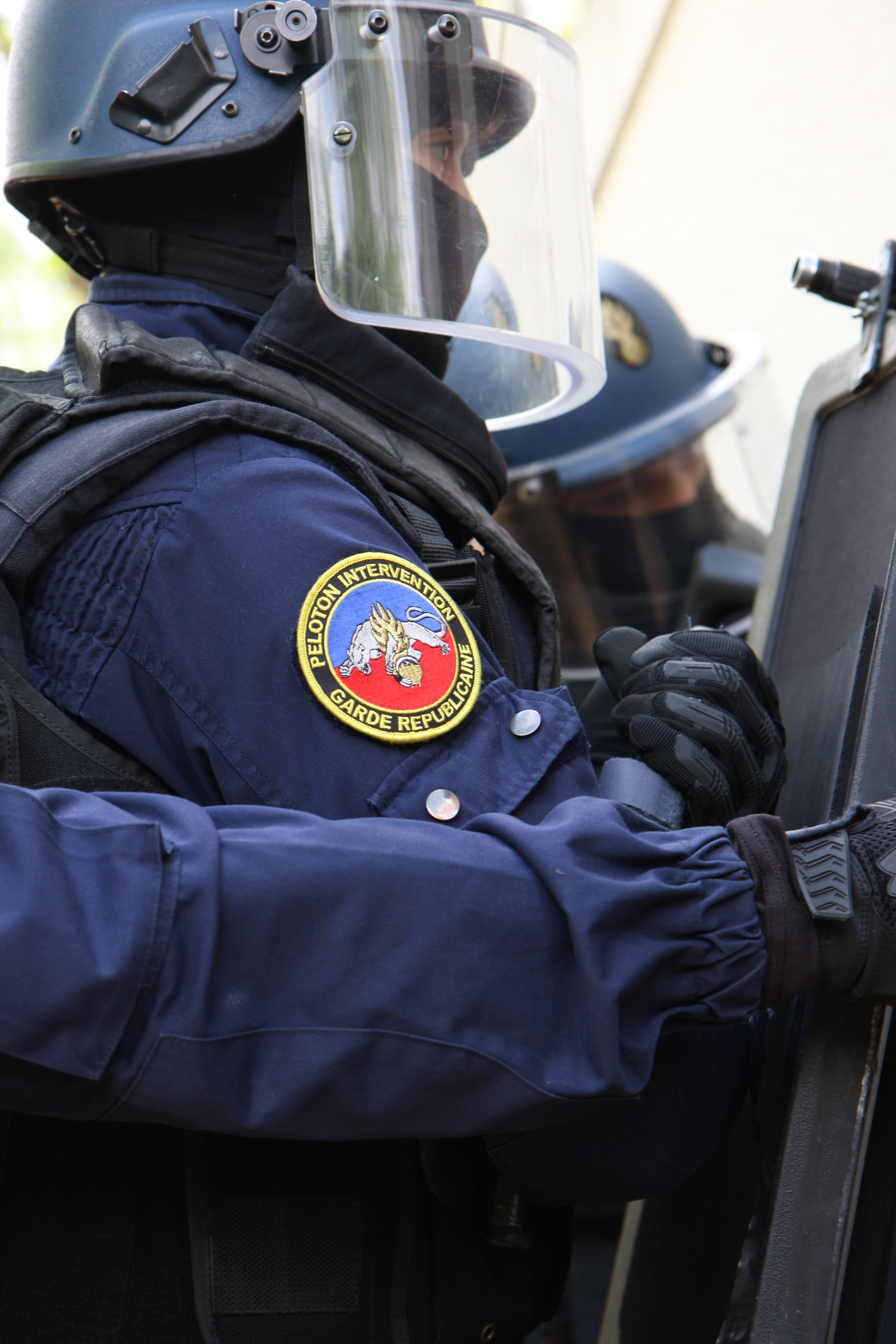
Équipier d'un peloton d'intervention
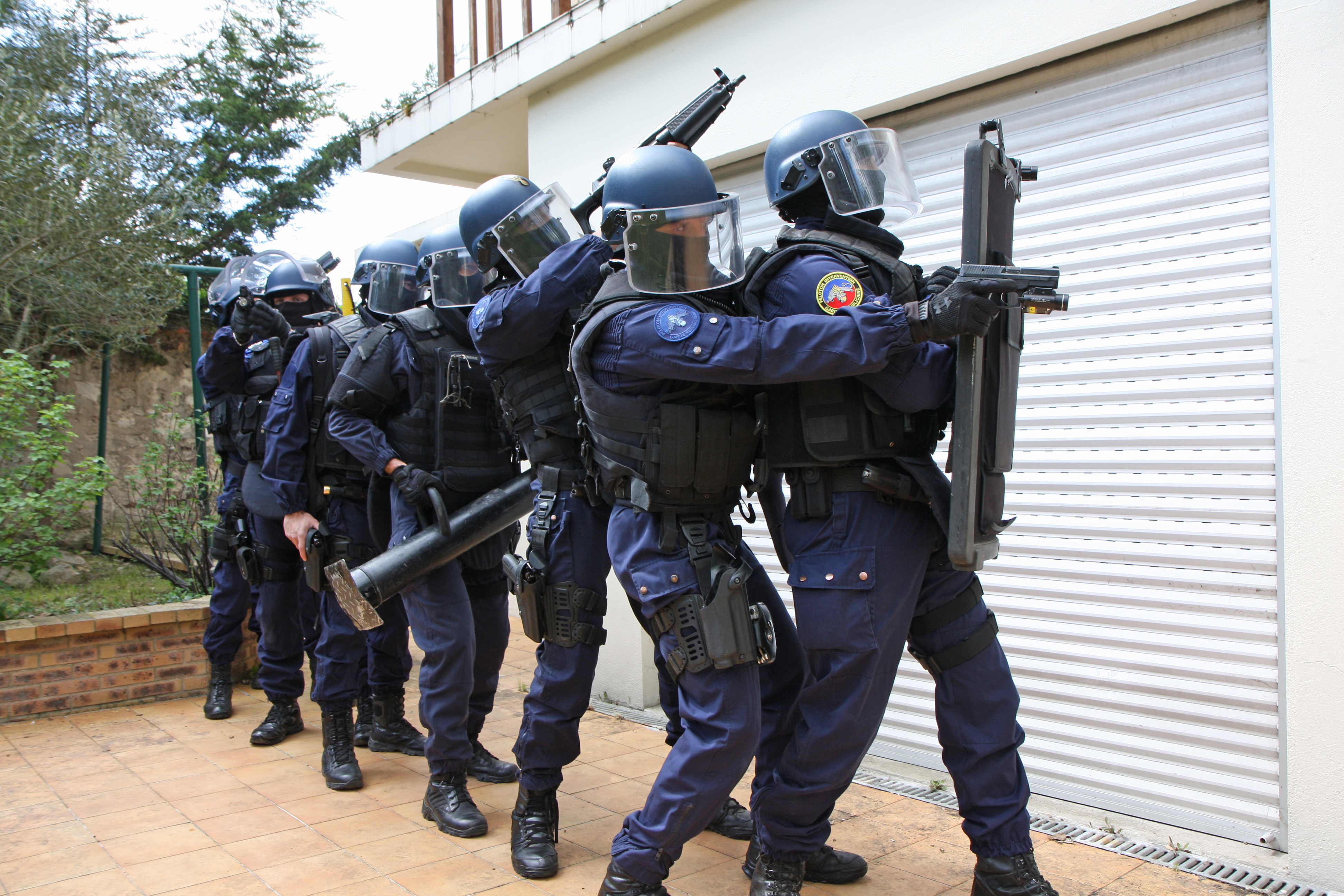
Peloton d'intervention

### Missions particulières
Enfin, quelques gardes sont affectés à des missions plus spécifiques :
- Transport de la valise diplomatique entre le ministère des Affaires étrangères (MAE) et les aéroports (cette mission est accomplie par des gardes détachés auprès du MAE) ;
- Surveillance du concours d’entrée à l'École polytechnique[21].

### Les missions culturelles, de formation ou de coopération

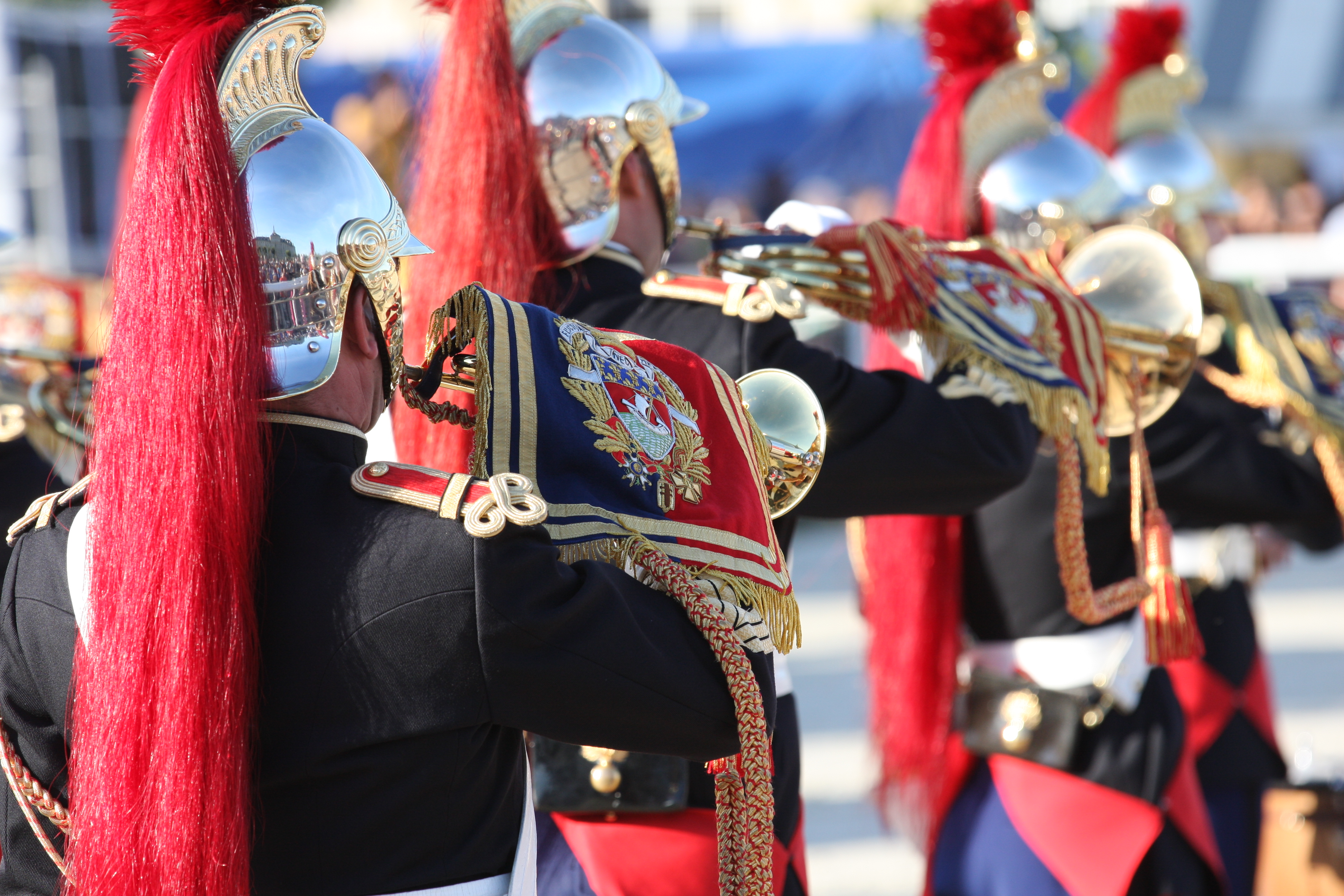
Trompettes de cavalerie.

La Garde républicaine met en œuvre ses formations spéciales lors de manifestations en France et à l’étranger. Elle dispose notamment de deux formations musicales de haut niveau : l’orchestre symphonique et le chœur de l'Armée française. De nombreux enregistrements sont effectués et commercialisés par ses formations musicales. Certains de ces enregistrements sont produits dans le cadre d'actions ciblées à caractère humaniste.
Par ailleurs, la Garde contribue également aux missions dites de rayonnement de la France par la coopération internationale. En effet, elle met ses compétences équestres ou motocyclistes à la disposition de nombreux pays étrangers — sur la base d’accords bilatéraux — pour la formation de cavaliers ou la création d’unités complètes.
Le régiment de cavalerie assure également des missions de formation au bénéfice de communes françaises souhaitant bénéficier de son expertise équestre pour leur police municipale.

## Le régiment de cavalerie

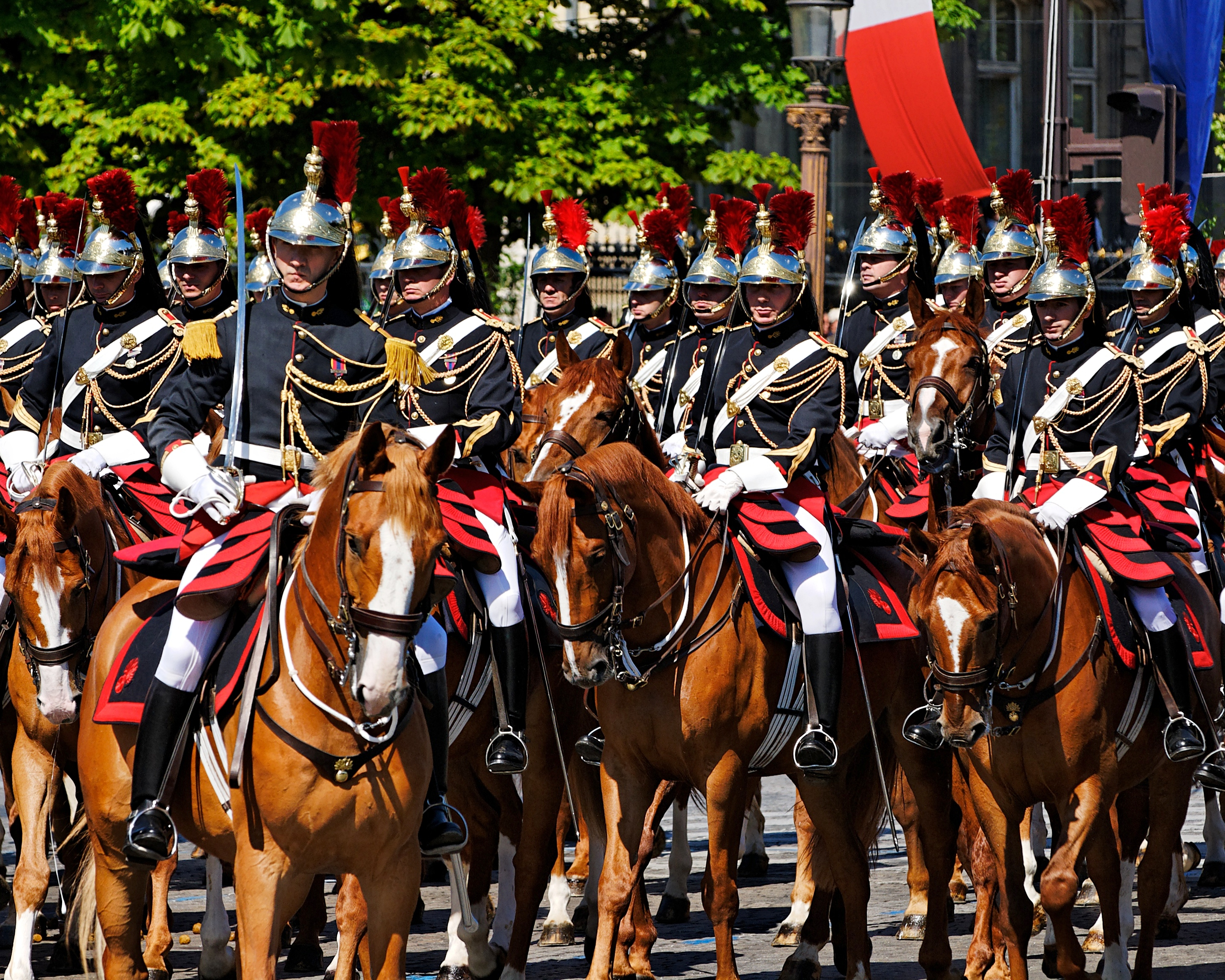
Le régiment de cavalerie de la Garde républicaine lors du défilé du 14 juillet 2008 à Paris.

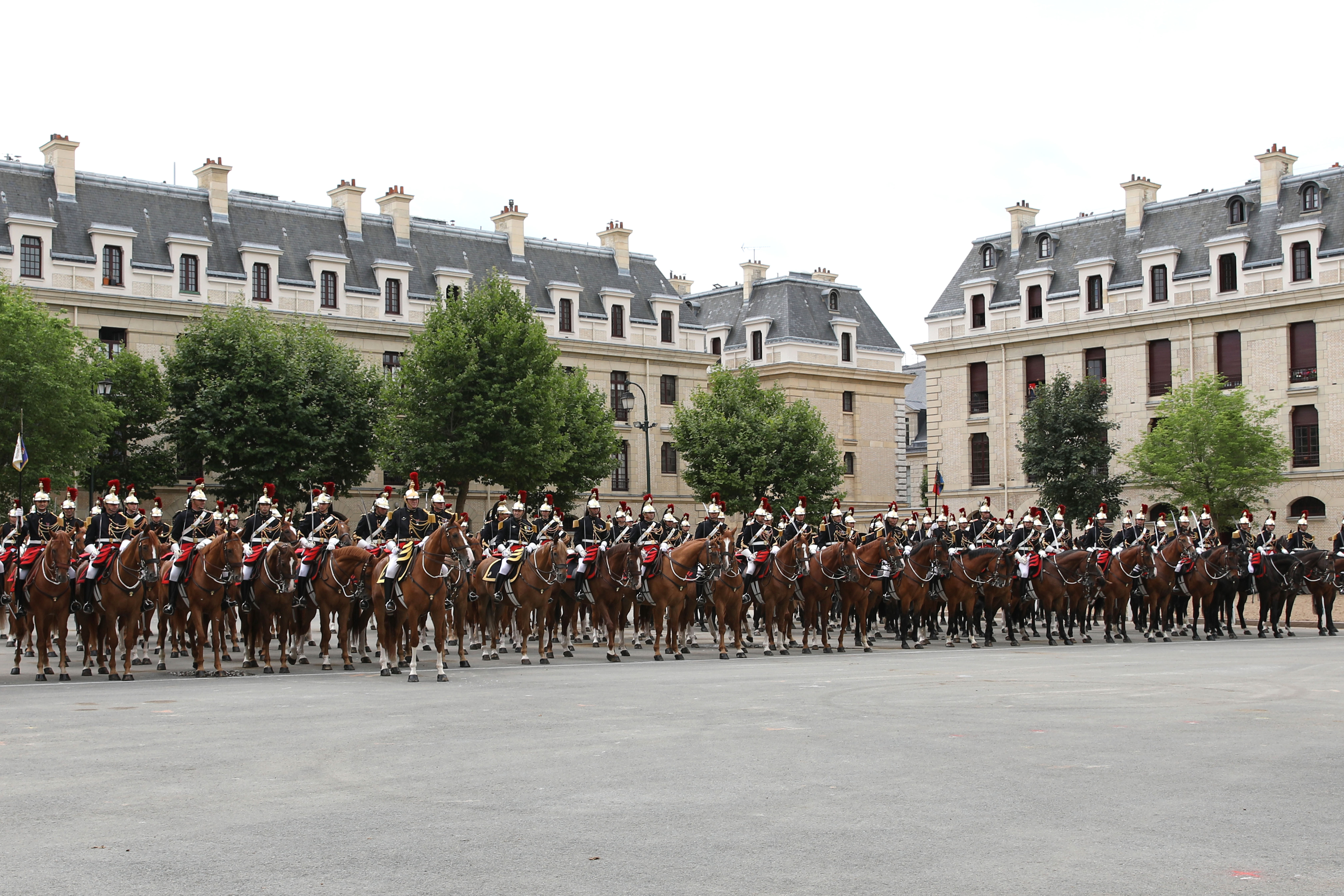
Escadron de cavalerie dans la cour d'honneur du Quartier des Célestins - Paris - 14 juillet 2017

Le régiment de cavalerie comprend 480 militaires et civils, dont environ 10 % sont des femmes. Il s'agit de la plus grande « formation montée » au monde et de la dernière unité à cheval de l'Armée française. Elle est jumelée depuis 1989 avec le Reggimento di carabinieri a cavallo italien et, depuis 1998, avec le Household Cavalry Mounted Regiment britannique et la Garde rouge sénégalaise.
Commandé par la colonelle Marie-Audrey Leheup, (première femme à la tête du régiment de cavalerie de la Garde républicaine), le régiment se compose des unités suivantes :
- trois escadrons de cavalerie, chacun à l’effectif d’environ trois officiers et 115 sous-officiers[27] ;
- un quatrième escadron plus particulièrement affecté aux missions de sécurité publique et de support [28] et qui comprend :
  - un peloton formé de deux groupes implantés à Paris et à Marseille [29]ainsi que des postes à cheval permanents ;
  - le peloton des maréchaux-ferrants ;
  - le peloton des artisans ;
- la fanfare de cavalerie ;
- le centre d'instruction, implanté au quartier Goupil de Saint-Germain-en-Laye ;
- le service vétérinaire ;
- un escadron de réserve régimentaire ;

Il possède environ 470 chevaux — hongres ou juments — dont plus de 90 % de race « selle Français », le reste appartenant à d'autres stud-book étrangers ou trotteurs français, tous répartis par robe : les cuivres de la fanfare et le 1er escadron sont montés en alezans, le 2e escadron en bais et le 3e escadron en bai-bruns. Seuls les deux timbaliers et les trois chevaux de l'étendard sont gris. Depuis 2014, les timbaliers sont des chevaux lourds de race Percheron.
Les chevaux sont sélectionnés avec un soin particulier : ils doivent mesurer 1,66 m au garrot minimum, être de robe franche, avoir de bons aplombs et être agréables à l'œil, chics, porteurs, sans trop de sang. À l'âge de trois ans, ils intègrent le centre d'instruction équestre de Saint-Germain-en-Laye, où ils sont préparés pendant deux ans. Cette période, appelée « débourrage », n'est cependant pas un entraînement à proprement parler. L'apprentissage militaire commence vraiment au sein du régiment de cavalerie, comme au quartier des Célestins, qui accueille environ 184 chevaux. Chaque année, la Garde réforme une quarantaine de chevaux, et achète un volume équivalent de poulains.
Si les sports équestres ne sont pas une priorité pour le régiment, il subsiste néanmoins des équipes sportives équestres, une de concours complet et une autre de dressage, à laquelle appartenait notamment jusqu'en 2010 Hubert Perring, champion de France de dressage en 2005, membre de l'équipe de France pour les Jeux équestres mondiaux de 2006. Le régiment de cavalerie a permis à deux cavaliers de participer aux Jeux olympiques de dressage : Serge Cornut sur Olifant à Barcelone en 1992, et Hubert Perring sur Diabolo Saint Maurice à Pékin en 2008.
En 2020, le régiment comprend 550 hommes et femmes et 460 chevaux. Il est principalement installé à Paris (quartier des Célestins et quartier Carnot) et à Saint-Germain-en-Laye (quartier Goupil). Un autre groupe de cavalerie se trouve à Marseille, tandis que le reste du territoire métropolitain compte neuf postes permanents ; un peloton est enfin basé à Népoui (Nouvelle-Calédonie).
Le régiment assure environ 500 services d'honneur par an (dont le défilé du 14-Juillet où il clôture notamment le défilé des troupes). Il assure en particulier dans ce cadre la mission de la grande escorte de la Garde, où il escorte le Président de la République chaque année à l'occasion des cérémonies commémoratives des 8 mai, 14 juillet et 11 novembre. Il fait de même pour les souverains et chefs d'États étrangers, lors de leurs visites d'État en France. Mais ces missions ne représentent que 20 % de son service, la majorité étant composée de patrouilles ou de sécurisation de sites et d'évènements.

## Le1errégiment d'infanterie

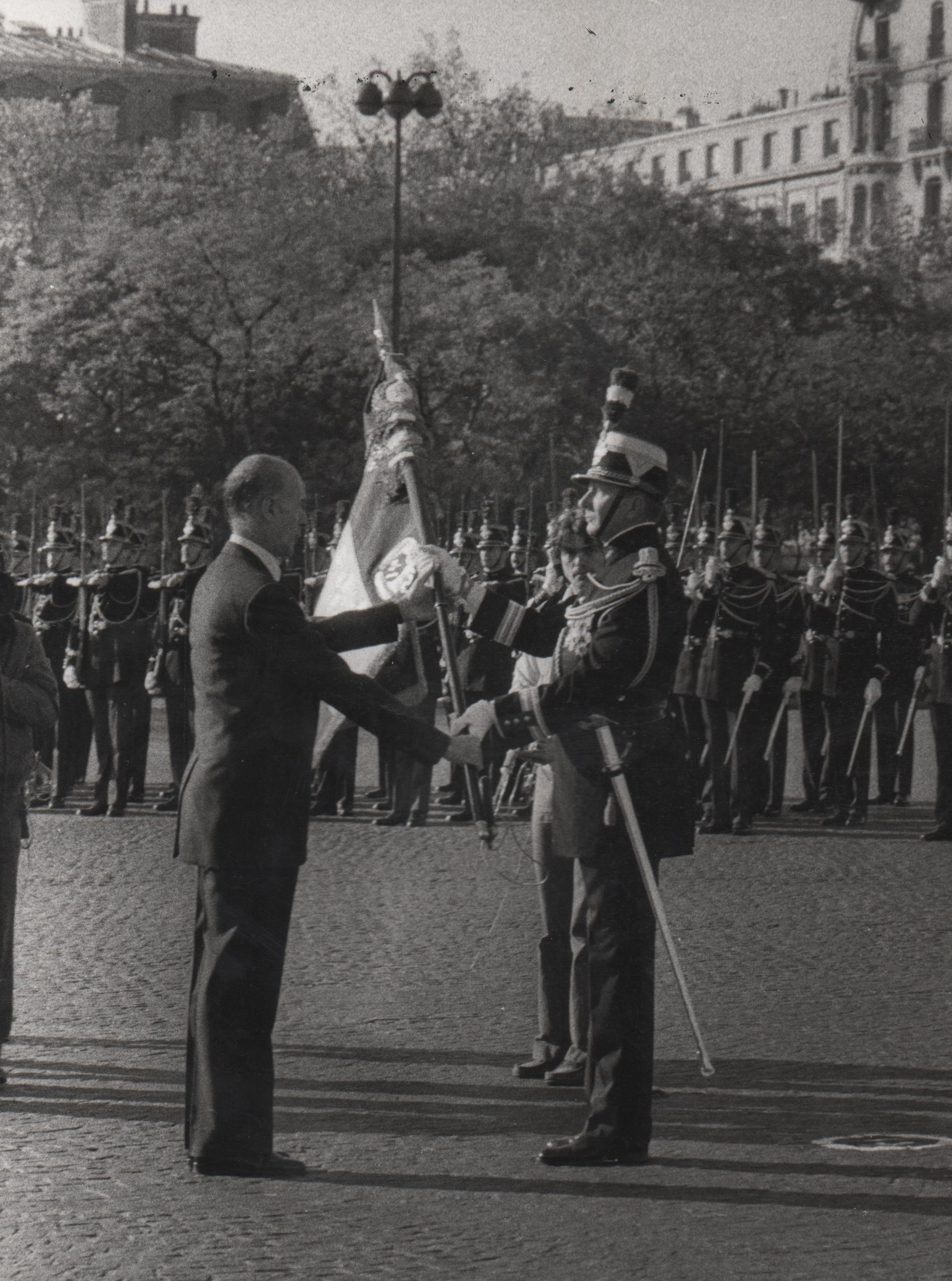
Remise du drapeau du 1er RI GRP au Lt-Col Gerardin son premier Chef de Corps, par le Président Giscard d'Estaing le 1er novembre 1979. Gerardin porte les anciennes épaulettes trèfles au lieu des épaulettes frangées qui sont courantes chez les officiers aujourd'hui.

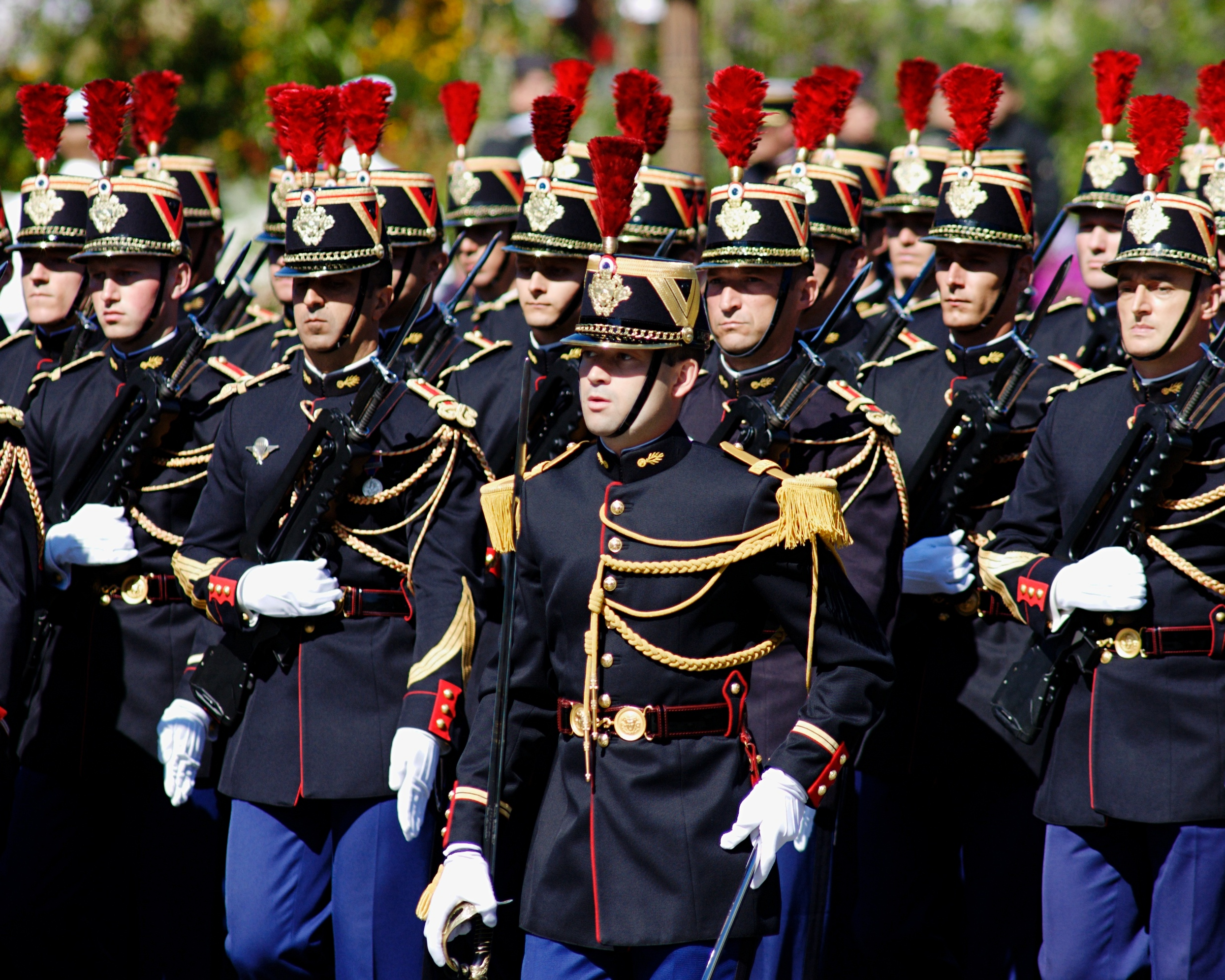
1er régiment d'infanterie défilant le 14 juillet 2008.

Le 1er régiment d'infanterie, qui est commandé par le colonel Richard Héliot, est constitué de six unités élémentaires dont trois compagnies de sécurité et d'honneur basées à la caserne Rathelot à Nanterre. Il est chargé de la sécurité intérieure des résidences de la République française et de l'exécution des missions d'honneur au profit de la présidence de la République. Il rend également les honneurs lors de cérémonies présidées par le Premier ministre, les présidents des assemblées, le ministre de la Défense. Il peut également être appelé à participer au maintien de l’ordre dans la capitale.
D’un effectif de près de 900 gardes républicains — gendarmes — le 1er régiment d'infanterie comprend :
- trois compagnies de sécurité et d'honneur (CSH), composées chacune de quatre sections pour la 1re et 2e compagnie et de trois pelotons d'intervention et un peloton d’appui tactique pour la 3e compagnie ;
- la compagnie de sécurité de la présidence de la République (CSPR) ;
- l'escadron motocycliste ;
- la musique de la Garde ;
- une compagnie de réserve régimentaire (CRR).

Depuis 1944, prenant la suite du 81e régiment d'infanterie, le 1er régiment d'infanterie assure en permanence la garde de la tombe du soldat inconnu, sous l'Arc de triomphe.
Maisons-Laffitte (Yvelines) est sa ville marraine depuis le 28 mai 2003.

## Le2erégimentd'infanterie

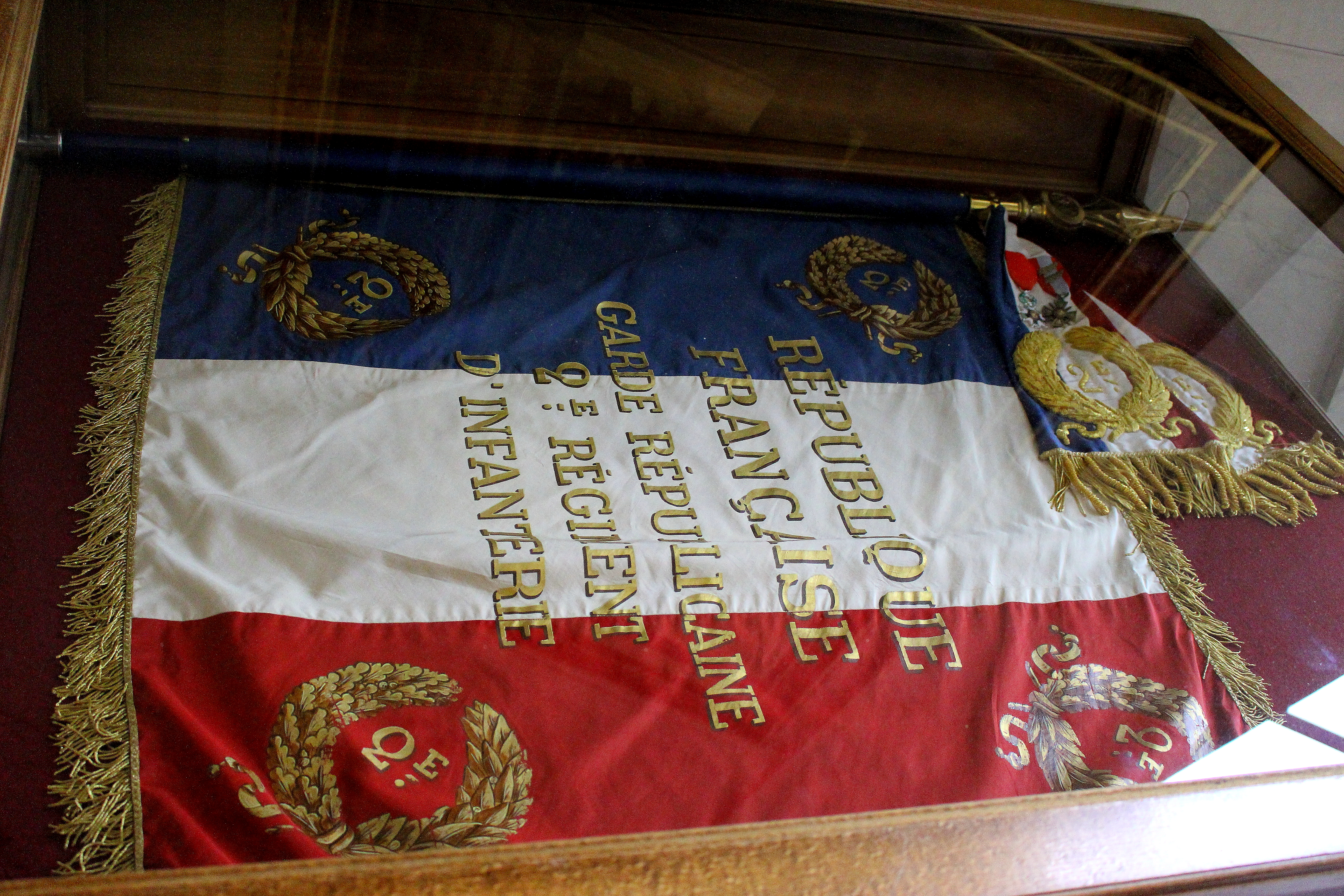
Drapeau du deuxième régiment d'infanterie de la Garde républicaine.

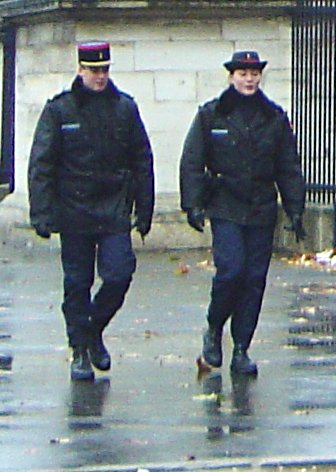
Gardes républicains devant l'Assemblée nationale, Paris.

Le 2e régiment d’infanterie de la Garde républicaine assure des missions de protection des institutions parlementaires et de plusieurs palais nationaux ainsi que des missions d’honneur au profit des plus hautes autorités de l'État.
Placé sous réquisition permanente des présidents de l’Assemblée nationale et du Sénat, c'est la seule force armée habilitée à pénétrer dans les enceintes parlementaires.
La sécurité et la protection des institutions constituent l’essentiel de ses missions.
Les honneurs militaires sont régulièrement rendus aux présidents de l'Assemblée nationale et du Sénat mais aussi à l’hôtel de Matignon, au Quai d'Orsay, aux autorités gouvernementales étrangères reçues par le Premier ministre ou le ministre des Affaires étrangères.
Il peut être appelé à participer au maintien de l’ordre dans la capitale, comme dans le cas du 1er régiment.
Avec un effectif de près de 1 300 personnes, il se compose de :
- cinq compagnies de sécurité et d'honneur (CSH) dont quatre à trois sections et une regroupant quatre pelotons d'intervention et un peloton d'appui tactique ;
- deux compagnies de réserves (CRR) ;
- un peloton de gendarmes adjoints[31].

Le 2e régiment d'infanterie de la Garde républicaine est depuis 2019 commandé par le colonel Bruno Curé. Son état-major se situe à la caserne Kellermann dans le 13e arrondissement de Paris. Issy-les-Moulineaux (Hauts-de-Seine) est sa ville marraine depuis le 6 mai 2000.

## Le commandement des maisons militaires
Le commandement des maisons militaires, regroupe depuis juillet 2021, les détachements permanents de gardes républicains assurant la sécurité des palais nationaux qui étaient auparavant regroupés au sein de la CSPN et de la CSHM (l'hôtel de Matignon, l'Assemblée nationale, le Sénat, le Conseil constitutionnel, l'hôtel de Brienne, le Quai d'Orsay, le ministère de l'écologie, et le palais de justice de Paris).

## Les formations spéciales de la Garde républicaine

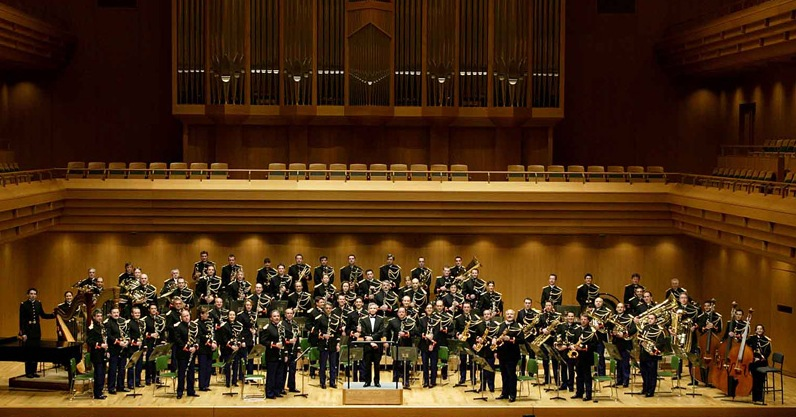
Orchestre de la Garde républicaine.

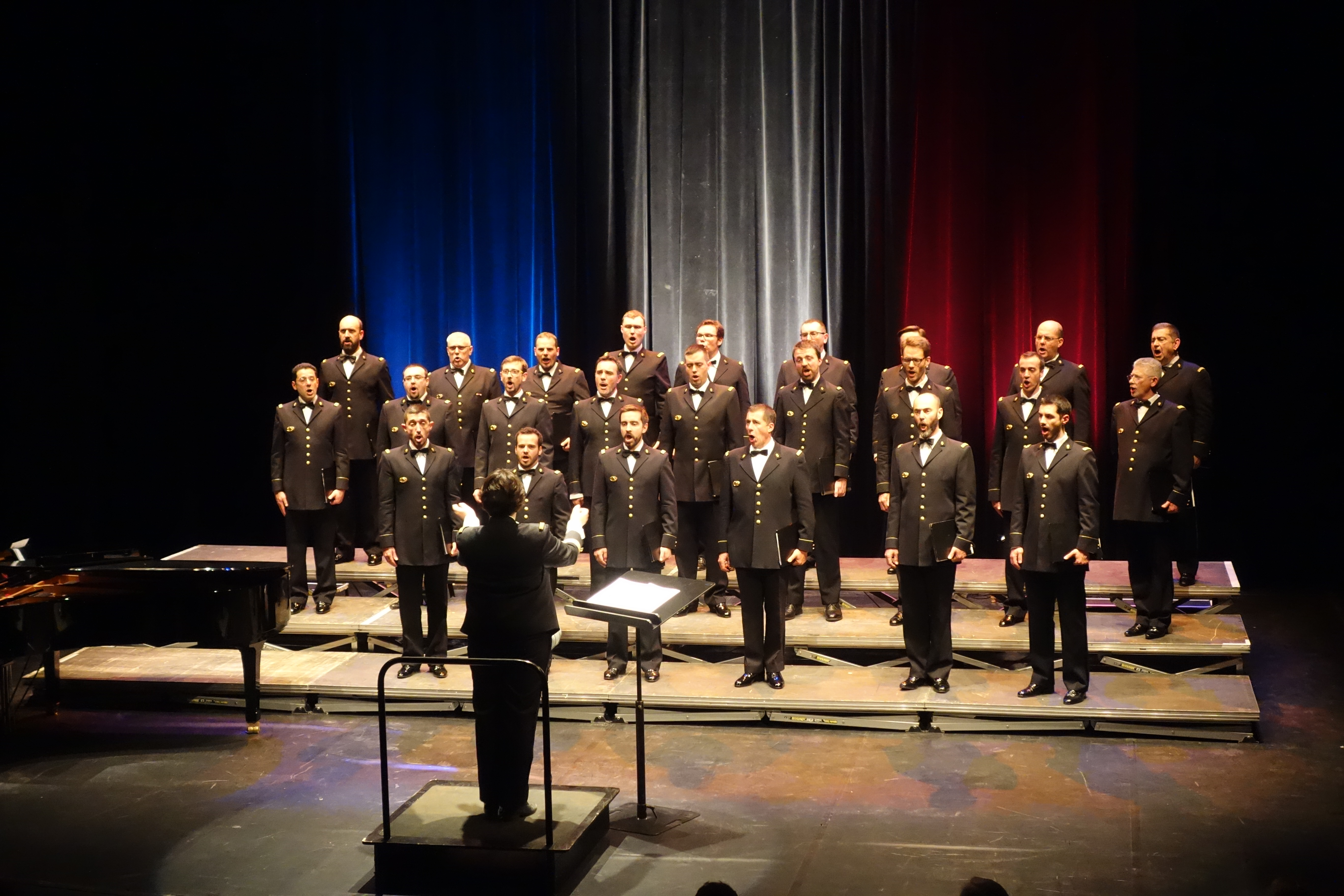
Le Chœur de l'Armée française

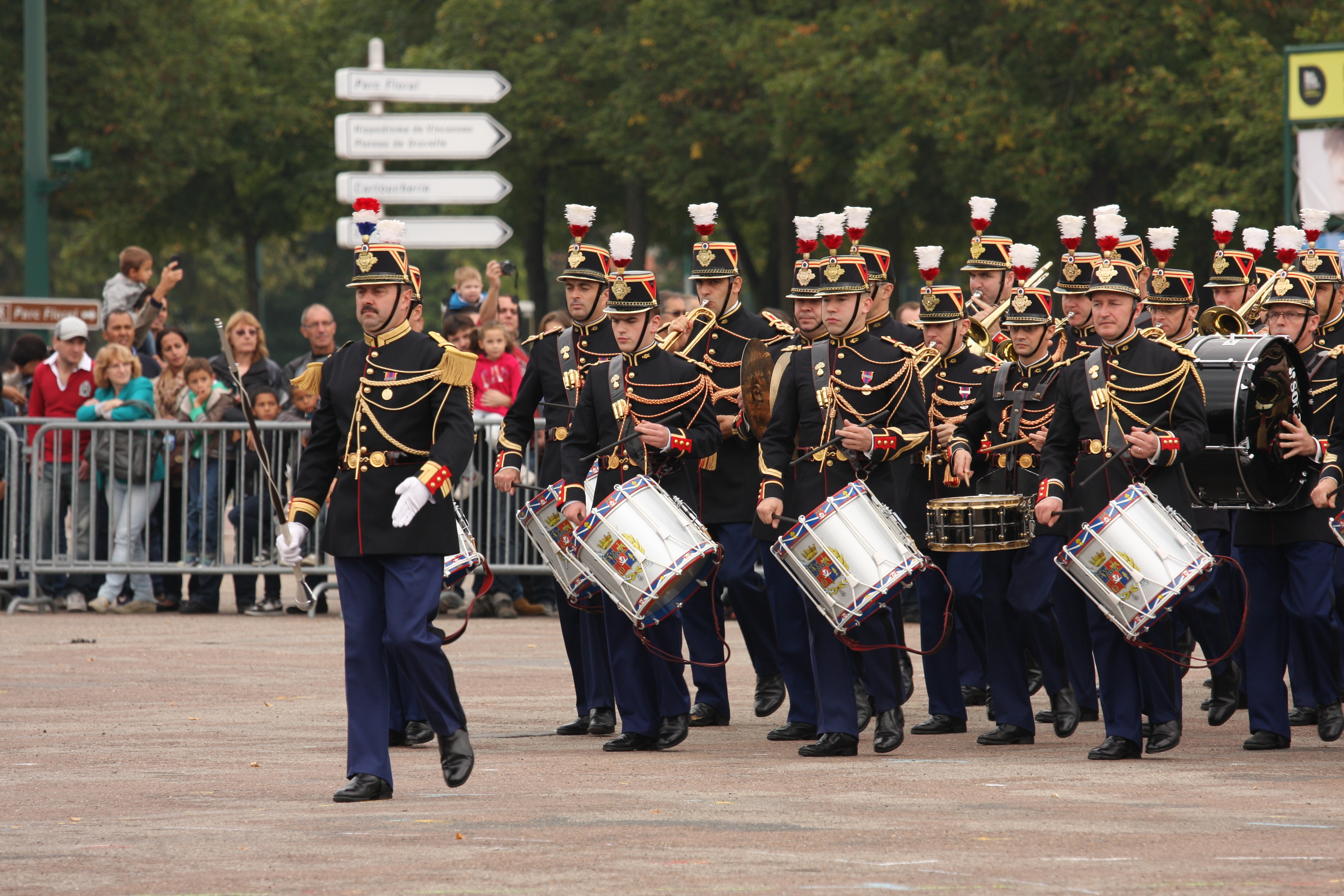
Musique de la Garde.

### Les formations musicales
Elles sont regroupées sous le Commandement des Orchestres et du Chœur de l'Armée française (COCAF).

#### L’orchestre de la Garde républicaine
Fondée en 1848 par Jean-Georges Paulus, cette formation peut se décomposer en sous-ensembles :
- l'orchestre d'harmonie, de 80 musiciens ;
- l'orchestre à cordes, de 40 musiciens, également susceptible de se présenter dans des configurations à 24 ou 12 archets, ou en quatuors à cordes ;
- l'orchestre symphonique, de 80 musiciens prélevés dans les deux formations précédentes.

#### LeChœur de l'Armée française
Composé de 46 chanteurs, il forme un chœur professionnel d’hommes qui est unique en France et qui intervient régulièrement lors de cérémonies officielles. Son répertoire s’étend de la chanson populaire aux plus grandes œuvres lyriques. Il est dirigé depuis 2007 par le lieutenant-colonel Aurore Tillac.

#### La musique de la Garde
Rattachée au 1er régiment d’infanterie, cette formation peut se présenter sous différentes formes :
- la musique d’harmonie ;
- la batterie fanfare ;
- la fanfare de cavalerie napoléonienne.

La musique de la Garde républicaine comprend la batterie fanfare (clairons et tambours) et l’harmonie (bois, cuivres et percussions). Historiquement, la batterie fanfare servait à transmettre les ordres sur le champ de bataille, alors que l’harmonie rythmait la marche des défilés. Son pupitre des tambours est en mesure d’interpréter la totalité des appels qui rythmaient autrefois la vie des armées.
Le Chœur de l’Armée française, interarmées, est rattaché à la Garde républicaine.

#### La fanfare du régiment de cavalerie

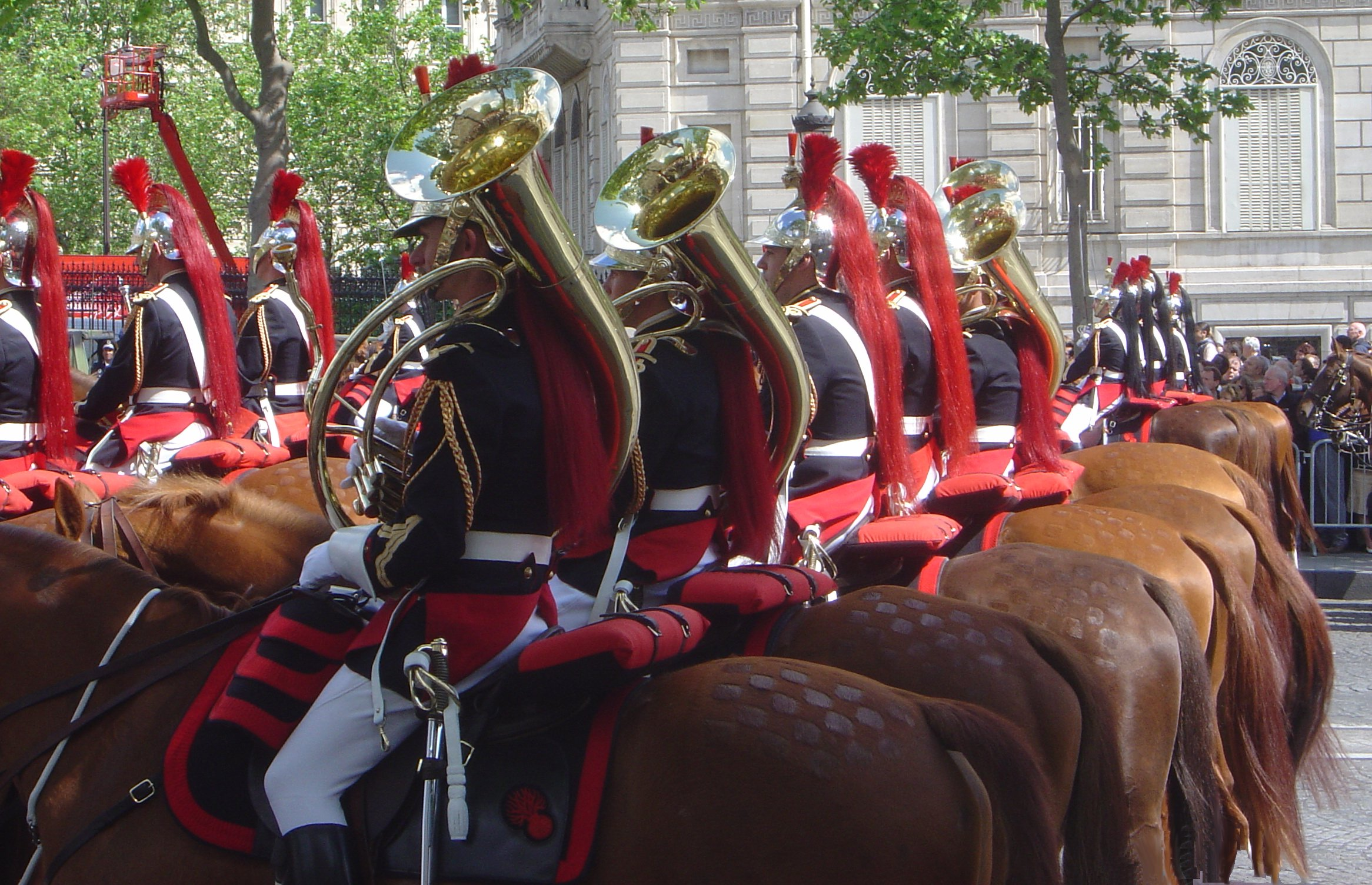
La Fanfare de Cavalerie.

Créée en 1848, elle comprenait alors douze trompettes. Ses effectifs sont aujourd'hui composés d'un officier trompette-major, de deux timbaliers, 21 trompettes d'ordonnance, cinq trompettes basses, quatre trompettes contre-basses et cinq trompettes cors. Les trompettes sont montées sur des chevaux alezans ; ceux des timbaliers de robe grise sont un arabo-boulonnais et un pur sang x percheron, soit des croisements capables de supporter les 25 kg des timbales.
Les timbales ont été offertes en 1937 par la ligue hippique de l'Île-de-France.
Les personnels de la fanfare sont des musiciens de formation qui deviennent gendarmes: certains en passant le concours de sous-officier d'autres par la voie gendarme adjoint volontaire. Après leur formation de gendarmerie ils apprennent à monter à cheval au centre d'instruction de Saint-Germain-en-Laye. La fanfare du régiment de cavalerie est la seule formation européenne à défiler au trot.
La fanfare de cavalerie était dirigée jusqu'à l'été 2020 par le capitaine Jacques Le Blay.

#### Les trompes de chasse

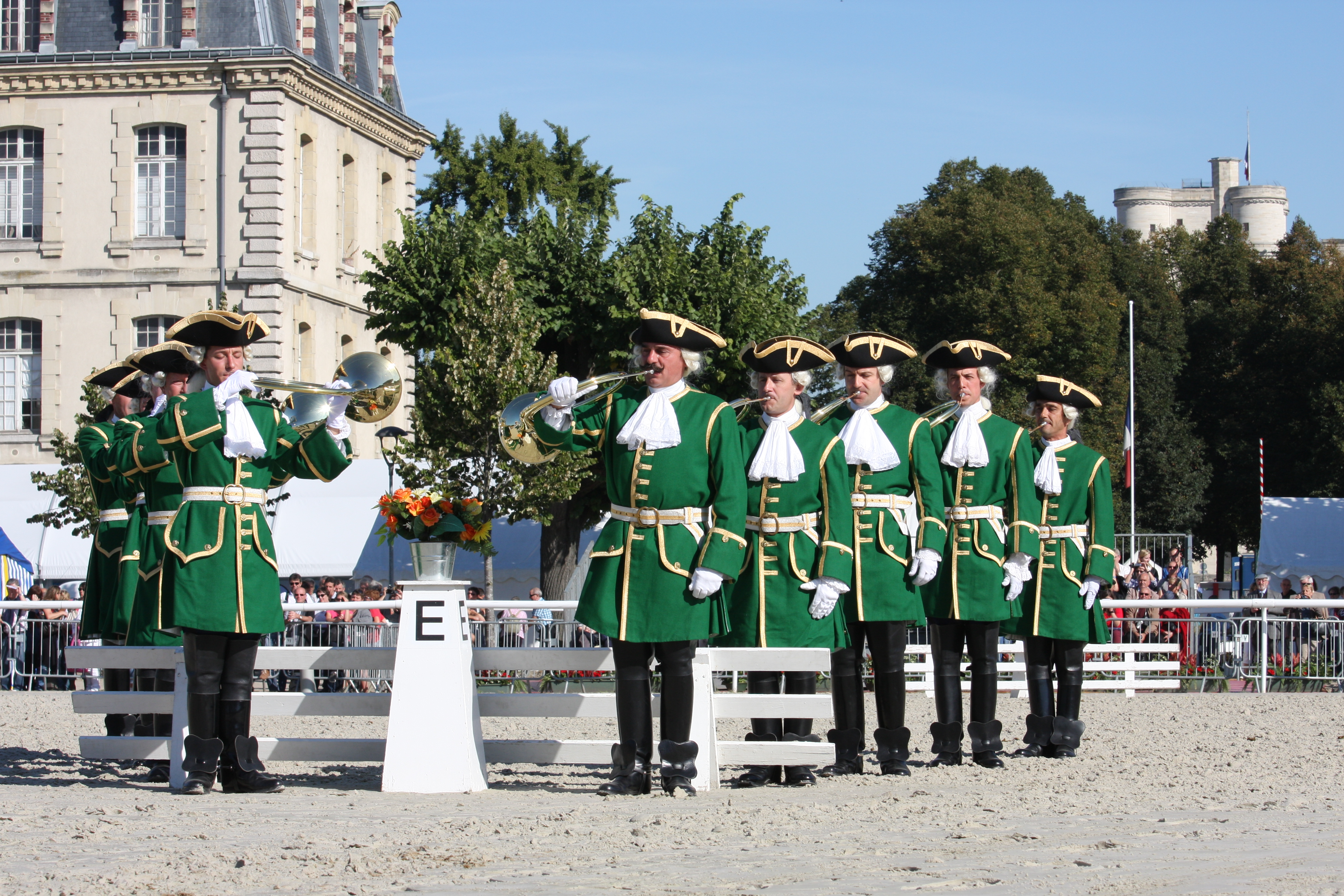
Trompes de chasse.

Associés à la « Maison du Roy », les douze sonneurs interprètent des airs de vènerie mais également des fanfares de circonstance et des fantaisies.
En 1966, le colonel Poirier, commandant le régiment de cavalerie de la Garde républicaine intègre des trompes de chasse dans la représentation de la « Maison du Roy » pour la grande parade de la Gendarmerie. Cette parade avait été créée pour se produire à Montréal dans le cadre de l’Exposition universelle. C’est le début de l’apparition de la trompe de chasse à la Garde républicaine. Depuis, elle fait partie intégrante des formations spéciales de la Garde républicaine, intégrée à la « Maison du Roy » ou se produisant seule lors de différentes manifestations officielles et musicales, en France métropolitaine ainsi que dans le monde entier, participant de la sorte au maintien du patrimoine musical de la trompe. Cette formation interprète les fanfares dites de circonstance, comme des fantaisies comportant des valses et autres mouvements de danse. Les concerts accompagnés par d’autres instruments — piano, orgue, orchestre de chambre de la Garde républicaine — ou bien associés à la fanfare de cavalerie attestent de la qualité musicale et de la préparation du personnel.

### Les formations spéciales de la cavalerie

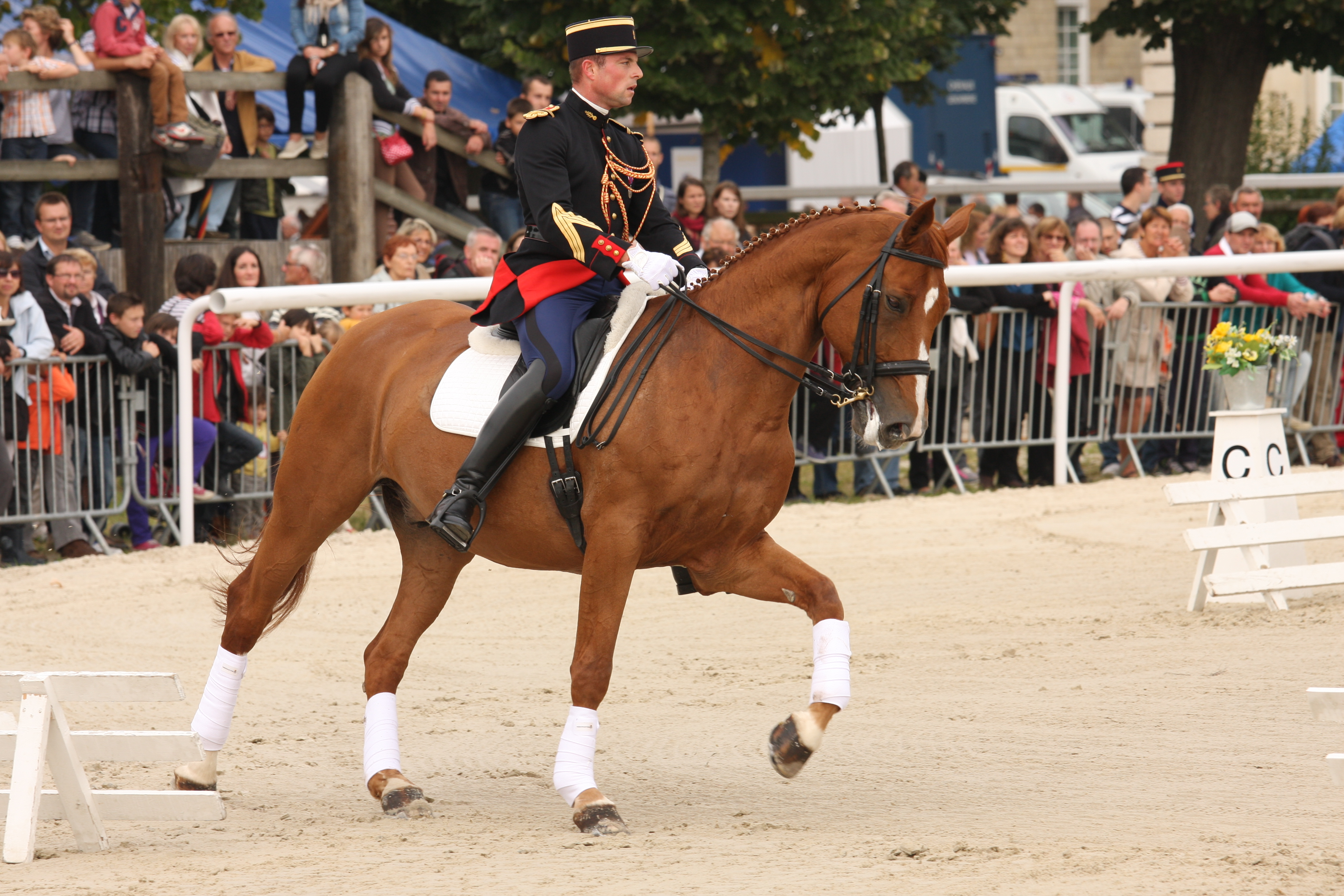
Solo de dressage.

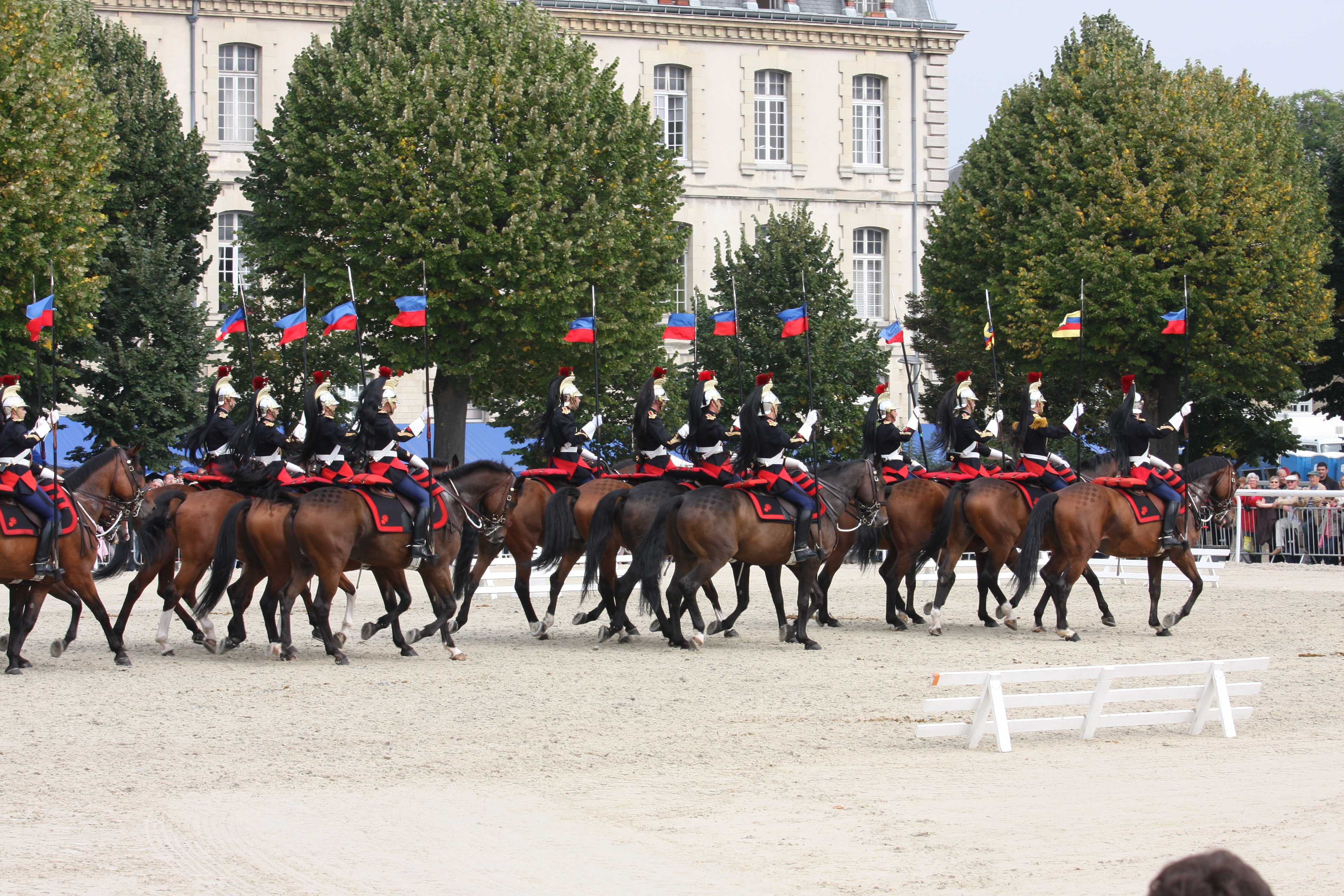
Carrousel des lances.

Le régiment de cavalerie présente deux démonstrations et quatre reprises :
- l’équipe de démonstration de sécurité publique (EDSP) présente les savoir-faire techniques de la Garde dans le domaine de la sécurité publique, incluant les exercices nécessaires pour accoutumer les chevaux à tous les types d’environnement rencontrés dans ses missions ;
- le solo de dressage présente un travail d’équitation traditionnelle reposant sur l’adhésion du cheval à la volonté du cavalier ; ce travail vise à « développer la force et la souplesse de l’animal tout en respectant son harmonie musculaire » ;
- le carrousel des lances est exécuté par 32 cavaliers sous les ordres d’un lieutenant et accompagnés par la fanfare de cavalerie ; dans la tradition de la chevalerie, les carrousels sont des parades qui manifestent la gloire militaire ainsi que la maîtrise et le courage des cavaliers ;
- la Maison du Roy, créée par le roi Charles VII, la « Maison militaire du Roy » rassemblait plusieurs milliers d’hommes et formait l’élite des armées royales ; elle était chargée de la protection du souverain et, en temps de guerre, était présente sur tous les champs de bataille ; elle avait également le rôle de former les officiers ; cette évocation de la « Maison du Roy » sous Louis XV, en costumes d’époque et accompagnée par les hautbois, les tambours et les trompes de chasse, présente les principaux exercices de dressage du cheval selon les règles de l’École française du XVIIIe siècle ;
- la reprise des tandems est exécutée par huit cavaliers qui font évoluer seize chevaux au moyen de longues rênes ; ces tandems composés d’un cheval de tête — ou cheval de flèche — et d’un cheval monté — ou porteur — effectuent des figures aux trois allures — marche, trop, galop — et en musique ;
- la reprise des douze correspond à l'évolution de douze cavaliers sous les ordres d’un sous-officier, maître de manège[36].

Formations spéciales de la cavalerie
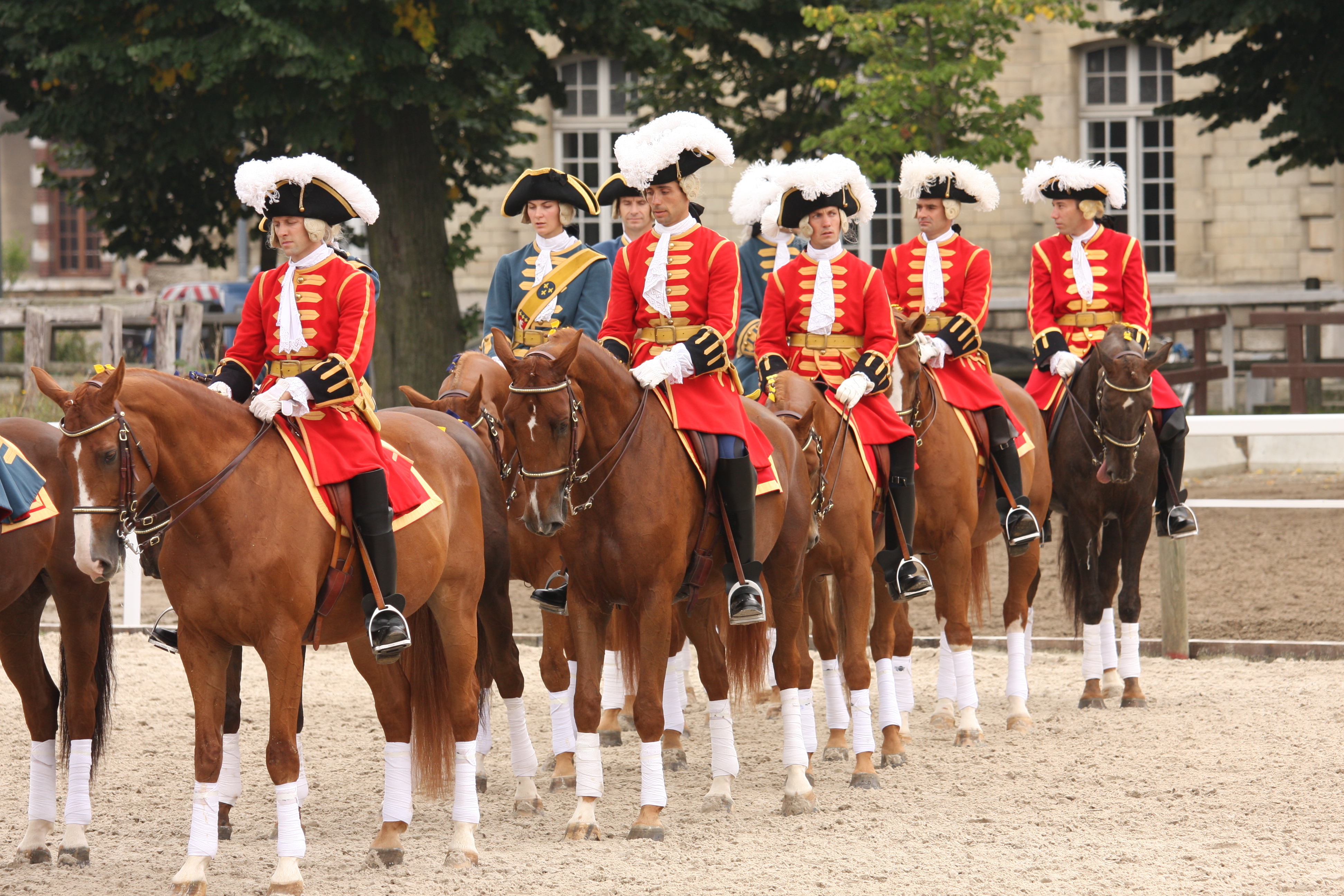
La Maison du Roy.
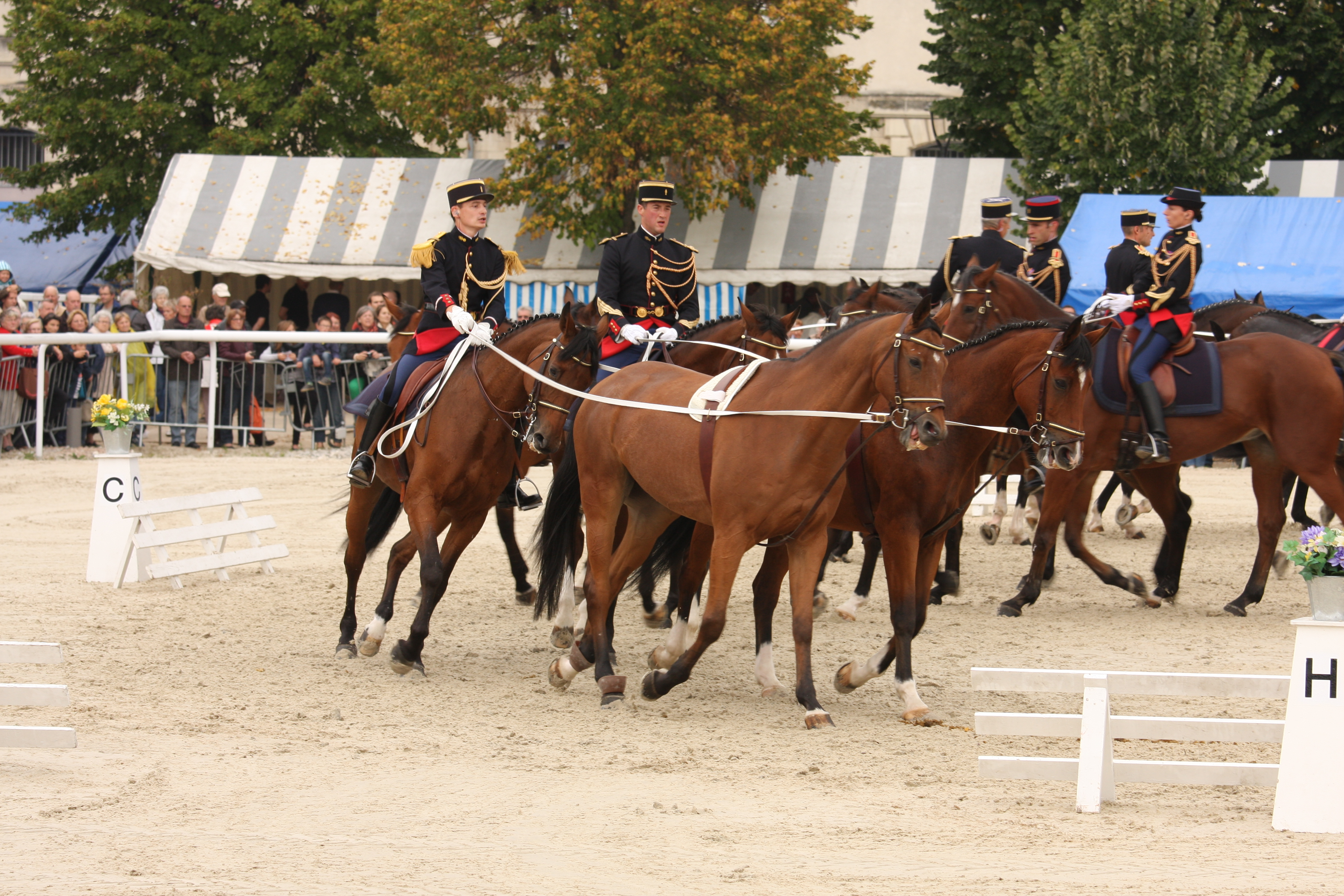
Reprise des tandems.
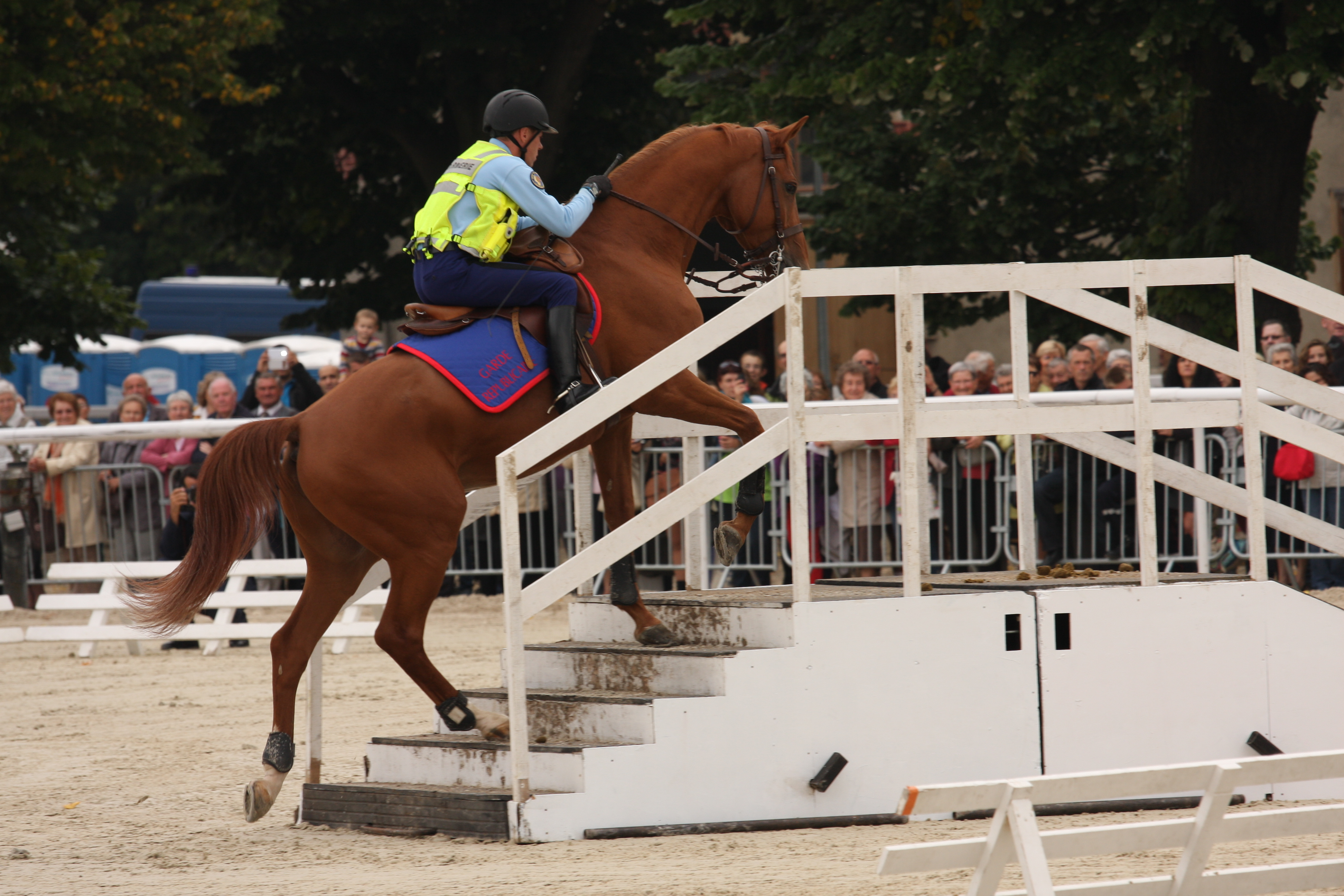
Équipe de démonstration de sécurité publique.

### Les formations spéciales de l’infanterie
Les régiments d’infanterie présentent trois formations :
- le quadrille des baïonnettes est une démonstration d’ordre serré exécutée en musique par 36 fantassins du 1er régiment d’infanterie sous les ordres d’un lieutenant ;
- le carrousel motocycliste est inspiré par les carrousels équestres ; ce carrousel est exécuté par seize membres de l’escadron motocycliste[37] ;
- l’équipe d’acrobatie est une présentation d’évolutions non conventionnelles par les membres de l’escadron motocycliste.

Formations spéciales de l'infanterie
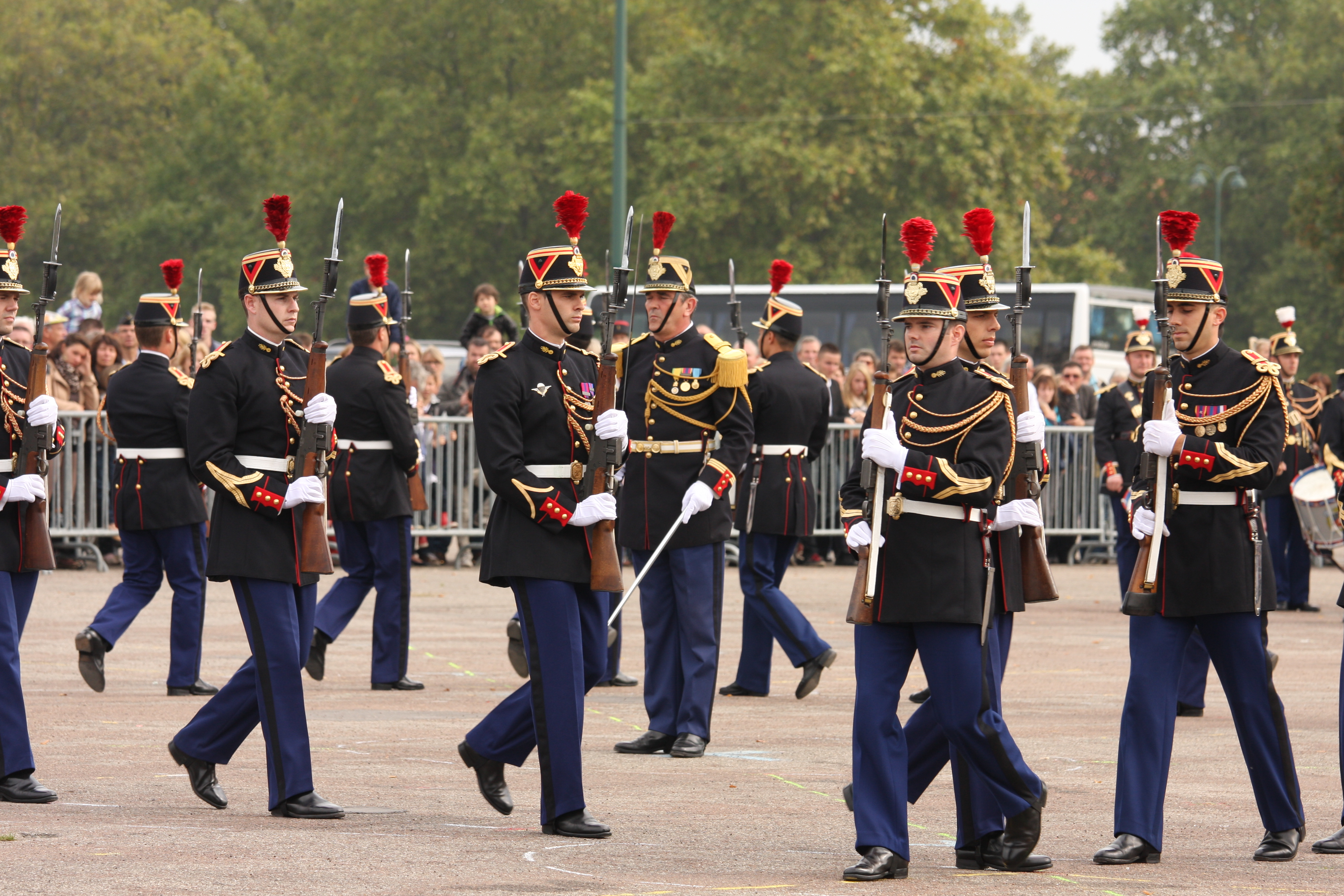
Quadrille des baïonnettes.
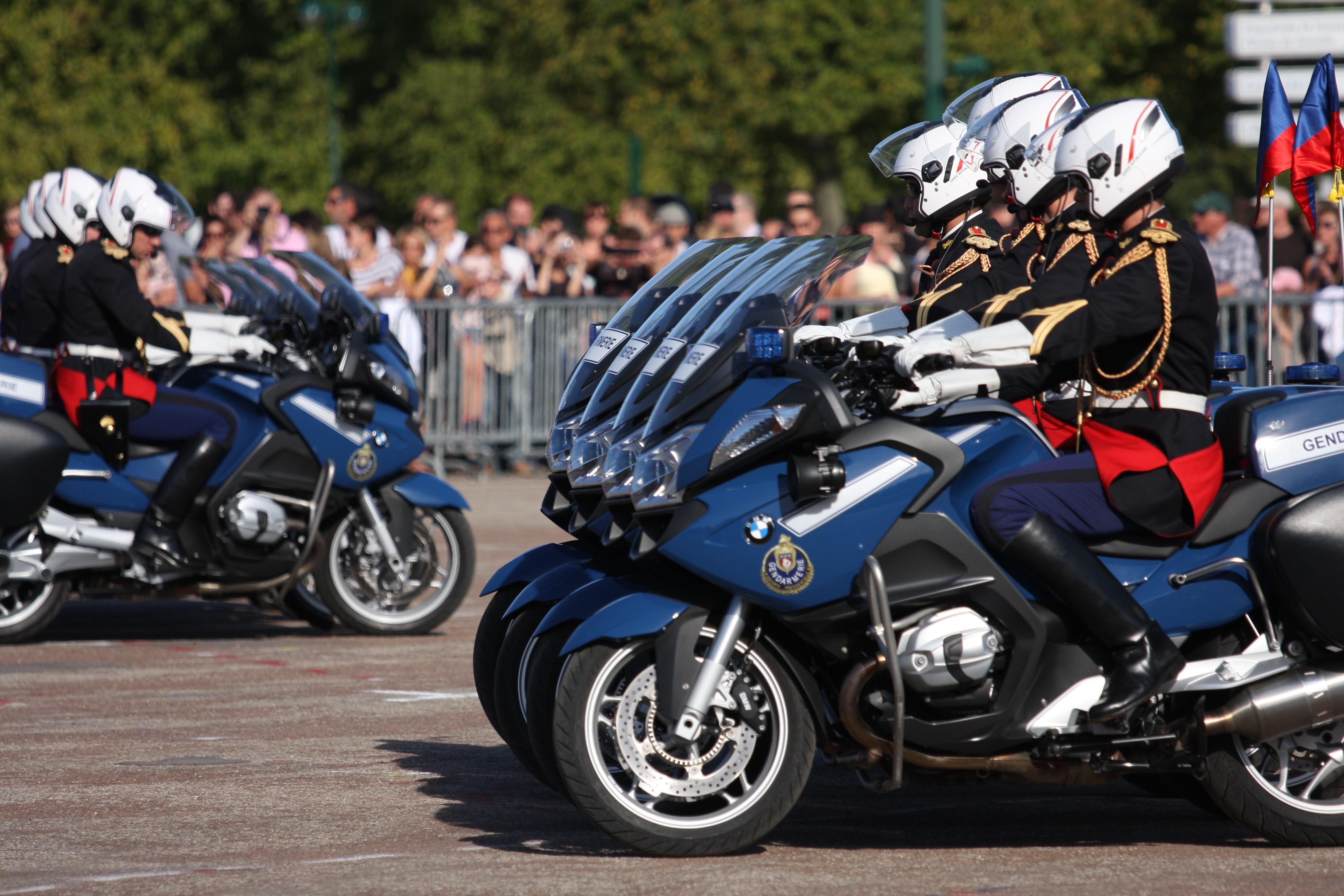
Carrousel motocycliste.
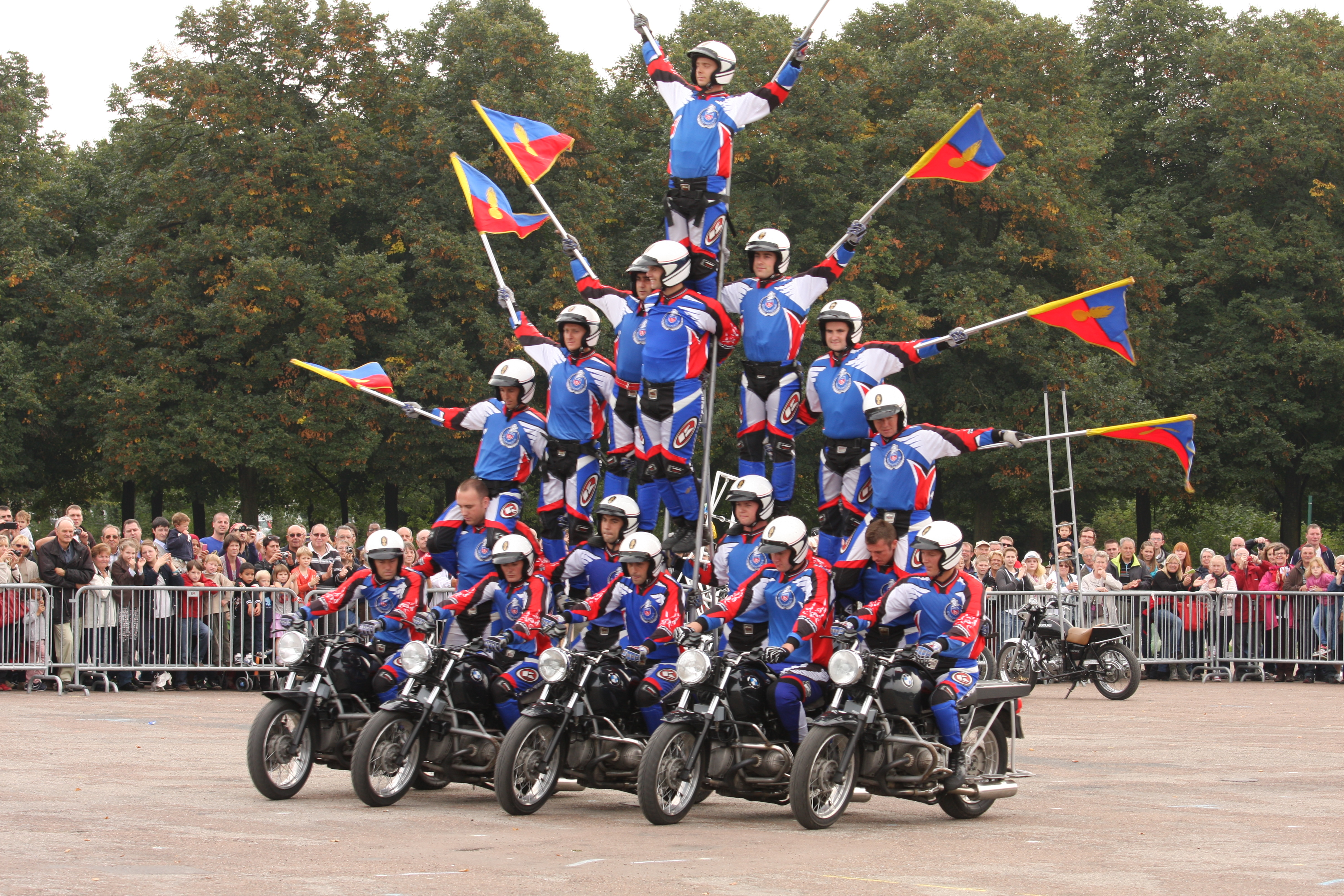
Équipe d'acrobatie.

## Les ateliers de tradition
La Garde républicaine dispose de ses propres maîtres artisans, qui perpétuent les métiers anciens nécessaires à l'entretien des équipements de ses cavaliers et fantassins.
Les selliers sont chargés d'entretenir les selles et les harnachements d'armes. Les plus anciens de ces équipements datent de la Première Guerre mondiale et sont toujours utilisés.
La Garde républicaine confectionne également ses coiffes de tradition (shakos) et ses casques de cavalerie.
Les armuriers veillent à l'entretien des 1 300 sabres de modèle 1822, 1845 et 1923 en service dans les unités. Ils sont également capables de réaliser les poignées en bois de hêtre, recouvertes de cuir et de laiton torsadé.
Enfin, le tailleur modéliste de la Garde confectionne et répare les uniformes anciens revêtus par les fantassins et cavaliers lors d'évocations historiques. La collection de la Garde républicaine compte actuellement 700 costumes couvrant les époques des rois Saint-Louis, François Ier, Louis XV, de la Révolution, du Ier Empire et de la Restauration.
Il réalise également les pavillons et étendards des trois régiments ainsi que les flammes du carrousel des lances du régiment de cavalerie.
En outre, les maréchaux-ferrants du régiment de cavalerie entretiennent et démontrent les savoir-faire anciens en matière de forgeage des fers et de ferrage des chevaux.
Les savoir-faire de la maréchalerie est une pratique inscrite à l'inventaire du patrimoine culturel immatériel en France en 2019.

## Les implantations

### Casernes et quartiers
Pour des raisons qui tiennent autant à l’histoire qu’à leurs obligations professionnelles, les unités et personnels de la garde sont répartis dans un certain nombre d’emprises dans Paris et sa banlieue. Ce sont les :

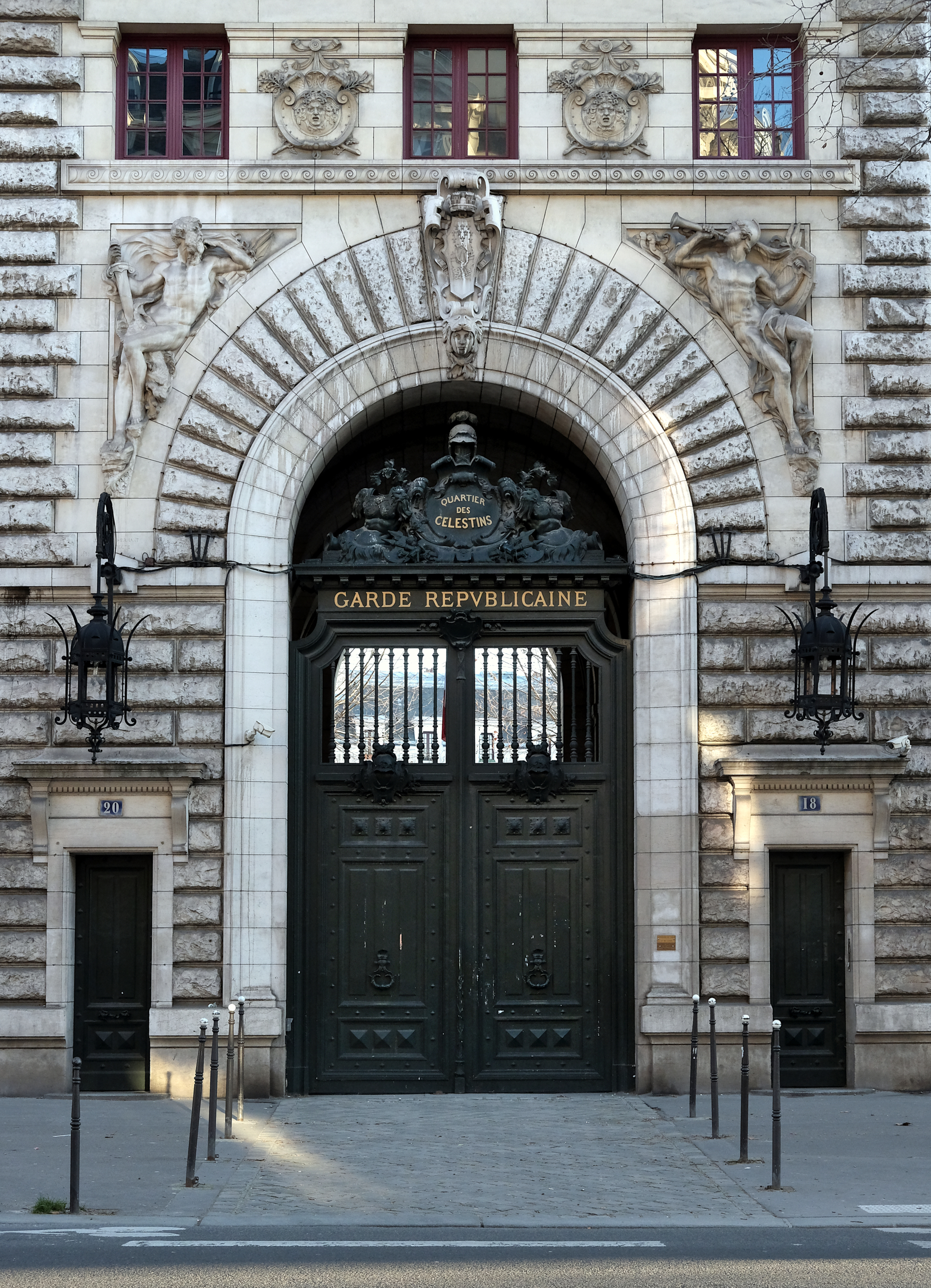
Entrée de la caserne des Célestins à Paris.

- quartier des Célestins[43] au 18 du boulevard Henri-IV à Paris (4e arrondissement) ;
- caserne Schomberg, à Paris (4e), devenue un ensemble de logements HLM du bailleur social Paris Habitat ;
- Quartier Carnot dans le bois de Vincennes (Paris 12e) ;
- quartier Goupil à Saint-Germain-en-Laye (Yvelines) ;
- quartier de Saint-Maurice à Saint-Maurice (Val-de-Marne) ;
- quartier de Nogent à Fontenay-sous-Bois (Val-de-Marne) ;
- caserne Babylone à Paris (7e), près de l'hôtel de Matignon ;
- caserne Monge à Paris (5e) ;
- caserne de la Nouvelle-France à Paris (10e) ;
- caserne Penthièvre à Paris (8e), tout près de l'Élysée ;
- caserne Tournon Garancière à Paris (6e) ;
- caserne Vérines à Paris (10e) ;
- caserne Kellermann[44] à Paris (13e) ;
- caserne Rathelot[45] à Nanterre (Hauts-de-Seine) ;
- caserne de Rose à Dugny (Seine-Saint-Denis).

### Postes à cheval permanents

#### En Île-de-France
- Bois de Boulogne
- Bois de Vincennes
- Domaine de Chantilly
- Forêt domaniale de Fontainebleau
- Forêt domaniale de L'Isle-Adam
- Domaine national de Rambouillet
- Saint-Chéron
- Saint-Nom-la-Bretèche (forêt domaniale de Marly)

#### En province
- Forêt de Chambord
- Un poste à cheval a également été créé à Marseille [29] en 2018 dans le cadre de la mise en œuvre locale de la politique de police de sécurité du quotidien (PSQ) par la préfecture de police des Bouches-du-Rhône[46]
- Un poste à cheval au Lion d'Angers (Maine et Loire) à proximité des haras nationaux.
- Un poste à cheval à Saint-Arnoult créé en 2022, qui offcie à l'échelle du Département du Calvados, dont une grande partie des militaires affectés sont des spécialistes sur la question des maltraitances sur animaux et sur les problèmes environnementaux.

#### En outre-mer
Peloton de surveillance et d'intervention à cheval (PSIC) à Népoui (Nouvelle-Calédonie) 

## Les commandants de la Garde républicaine
- 1813-1815 colonel Bourgeois
- 1815-1815 colonel Colin
- 1815-1819 colonel Tassin
- 1819-1820 colonel Christophe de La Motte Guerry
- 1820-1822 colonel Tassin
- 1822-1830 colonel Foucauld de Malembert
- 1830-1831 colonel Girard
- 1831-1839 colonel Feisthamel
- 1839-1843 colonel Carrelet
- 1843-1848 colonel Lardenois
- 1848-1849 colonel Raymond
- 1849-1849 colonel Lanneau
- 1849-1852 colonel Gastu
- 1852-1855 colonel Tisserand
- 1856-1858 colonel Texier de La Pommeraye
- 1859-1862 colonel Faye
- 1862-1868 colonel Letellier-Blanchard
- 1868-1870 colonel Valentin
- 1870-1873 général Valentin
- 1873-1875 colonel Allavène
- 1875-1875 colonel Grémelin
- 1875-1877 colonel Lambert
- 1877-1881 colonel Guilemard
- 1881-1886 colonel Azaïs
- 1886-1889 colonel Massol
- 1889-1894 colonel Mercier
- 1894-1895 colonel Risbourg
- 1895-1897 colonel De Christen
- 1897-1899 colonel Quincy
- 1899-1902 colonel Prevot
- 1902-1903 colonel Doutrelot
- 1903-1904 colonel Weick
- 1904-1909 colonel Bouchez
- 1909-1910 colonel Vayssière
- 1910-1914 colonel Klein
- 1914-1917 colonel Brody
- 1917-1917 colonel Lanty
- 1917-1918 colonel Brione
- 1918-1922 colonel Somprou
- 1922-1924 colonel Pacault
- 1924-1926 colonel Verstraete
- 1926-1928 colonel Miquel
- 1928-1930 colonel Moinier
- 1930-1935 colonel Gibaux
- 1935-1936 colonel Maze
- 1936-1938 colonel Durieux
- 1938-1941 colonel Ruel
- 1941-1943 colonel Martin
- 1943-1944 colonel Pellegrin
- 1944-1944 colonel Charollais
- 1944-1944 lieutenant-colonel FFI Chapoton
- 1944-1944 colonel Houllier
- 1944-1945 lieutenant-colonel Heurtel
- 1945-1948 colonel Gauduchon
- 1948-1953 colonel Nicolini
- 1953-1957 colonel Pelabon
- 1957-1959 colonel Dorin
- 1959-1961 colonel Bouchardon
- 1961-1964 colonel Gérard
- 1964-1969 général Dumont
- 1969-1970 colonel Chevrot
- 1970-1976 général Herlem
- 1976-1980 général Personnier
- 1980-1984 général de La Rochelambert
- 1984-1986 général Depardon
- 1986-1988 général Hérisson
- 1988-1991 général Kretz
- 1991-1995 général Lorant
- 1995-1998 général Villermain-Lécolier
- 1998-2000 général Puyou
- 2000-2002 général Prigent
- 2002-2004 général Schott
- 2004-2007 général Poupeau
- 2007-2010 général de division Moulinié
- 2010-2014 général de division Schneider
- 2014-2019 général de division Striebig
- 2019-2023 général de division Bio Farina
- 2023- général de division Thomas [1],[2]

## Un budget épinglé par la Cour des Comptes
En 2013, la Cour des comptes demande une réduction du cout de la Garde républicaine qui s'élève à 280 millions d'euros pour 2 859 hommes et femmes, militaires et civils. Si la protection des « palais nationaux » représente 69 % de son activité, la Cour estime qu’une « réduction » des moyens « serait possible » car les « missions de la Garde répondent davantage à des objectifs de prestige qu’à des besoins de sécurité ». Pour la haute juridiction, « les gardes républicains statiques ne seraient pas en mesure à eux seuls de faire face à des tentatives d’intrusion organisées ». En 2024 le budget est de 230 millions d'euros pour 3000 gendarmes dont 550 cavaliers, et dans un nouveau rapport la Cour des comptes demande une « réforme urgente », relevant « une mobilisation hétérogène des unités ou encore des versements inégaux voire opaques de primes ». Elle note que les 480 chevaux coutent en moyenne chacun plus de 130 000 euros par an,.